# Rheinübung hadművelet
A Rheinübung hadművelet (Unternehmen Rheinübung) a német Kriegsmarine egyik felszíni hajókkal végrehajtott tengeri hadművelete volt a második világháborúban, melynek célja a Nagy-Britanniába irányuló kereskedelmi hajózás zavarásának fokozása és a tengeralattjáró-háború segítése volt az észak-atlanti vizeken a Bismarck  csatahajó és a Prinz Eugen nehézcirkáló bevetése révén. Az 1941 májusának végén lezajlott hadművelet két epikus összecsapása során megsemmisült előbb a brit Hood csatacirkáló a német hajók tüzében, majd pár nappal később a légitorpedókkal megbénított és  jelentős túlerővel feltartóztatott szembekerülő Bismarck csatahajó is, a két akkori legnagyobbnak számító hadihajó.
A Bismarck elvesztését követő két hétben a britek felszámolták a német hadművelet támogatására az észak-atlanti vizekre kiküldött támogató hajók hálózatát, a kilenc ellátó- és tartályhajóból hetet elsüllyesztve. A bevetésről a zászlóshajótól különvált Prinz Eugennek a hajtóműveinek meghibásodása miatt kellett visszatérnie idő előtt. A Rheinübung kudarca és az egy hónap múlva meginduló Szovjetunió elleni hadjárat miatt a németek felfüggesztették a kapitális hadihajókkal való portyázásokat az Atlanti-óceánon, majd a háború későbbi alakulása ezek felújítását már nem tette lehetővé. A német felszíni flotta nagy hajóit ehelyett Norvégiában vonták össze, hogy a Szovjetunió irányába tartó konvojokat veszélyeztessék.

## Előzmények
Mindkét világháború során Nagy-Britannia jelentős mértékben függött a tengeri kereskedelemtől és az azt lebonyolító nagyszámú kereskedelmi hajótól, melyek élelmiszerrel és létfontosságú nyersanyagokkal látták el. E létfontosságú útvonalak védelme a brit erők egyik legfontosabb feladata volt. Amennyiben ez az ellátási útvonal megbénult volna, úgy a Brit Birodalomnak fegyverszünetet vagy békét kellett volna kérnie, avagy fel kellett volna adnia a Brit-szigeteket, mint Nyugat-Európa blokádjának támaszpontját, amivel lényegében Németország teljes dominanciához jutott volna a kontinens ezen felén.
A Kriegsmarine vezetősége 1941 tavaszán szilárdan hitte, hogy a Brit-szigetek blokádjával a britek térdre kényszeríthetők. Ugyanakkor úgy hitték, hogy ezen blokád fenntartásának fő eszköze a tradicionális kereskedelmi háború, ami első sorban felszíni hajókon alapul (nagy hatótávolságú cirkálókon és csatahajókon), melyek tevékenységéhez a tengeralattjárók mindössze csak segítséget nyújtanak. Erich Raeder tengernagy meggyőzte a Wehrmacht főparancsnokságát (OKW) és Hitlert, hogy amennyiben megbénítják Nagy-Britannia utánpótlási útvonalait, akkor az ország vereséget szenved függetlenül egyéb más tényezőktől.
Ennek a stratégiának a része volta Rheinübung hadművelet is, melyet több más felszíni hajókkal végrehajtott portyázás előzött meg. Ezek közül a legutolsó az 1941 márciusában befejeződött Berlin hadművelet volt a két Scharnhorst-osztályú csatahajó részvételével a flotta főparancsnokának, Günther Lütjens tengernagynak a vezetésével. Ez a nagy sikert hozó atlanti bevetés 22 kereskedelmi hajó elfogásával járt, összesen 116 000 BRT hajótérrel.

## A rendelkezésre álló erők
A Berlin utáni következő atlanti hadművelet sorozatos késedelmet szenvedett, már amiatt is, hogy a Bismarck 1941 januárjában egy a Vilmos császár-csatornán elsüllyedt kereskedelmi hajó miatt nem tudott áthajózni Kielbe az Északi-tengerről. A késlekedés nyugtalanította Lindemannt, aki feljegyezte: „[a Bismarck] öt hétig Hamburgban volt kénytelen várakozni… az ennek eredményeként elveszített értékes időt nem lehet kárpótolni és emiatt a hajó bevetésének jelentős késedelme elkerülhetetlen.”
A Berlin hadműveletről Lütjens a Scharnhorst és a Gneisenau csatahajókkal a Bretagne-ban lévő Brestbe tért vissza és 1941 márciusától itt horgonyoztak, jelentős veszélyt jelentve a konvojokra. Emiatt a britek gyakran intéztek ellenük bombatámadásokat. Az eredeti tervek szerint a Scharnhorst és a Gneisenau is részt vett volna a következő hadműveletben, de a Scharnhorst hajtóművei jelentős javításokat igényeltek, a Gneisenau pedig egy súlyos torpedótalálatot kapott és hat hónapra szolgálaton kívülre került. A kieli raktárak elleni brit bombatámadások késleltették az Admiral Scheer és Admiral Hipper nehézcirkálókon végzett javításokat, ezért ők sem lehettek bevethetők július vagy augusztus előtt.
A Kriegsmarine rendelkezett még három bevethető könnyűcirkálóval is, ám ezek hatótávolsága csekély lett volna egy hosszú Atlanti-óceánon való bevetéshez. Emiatt csak két, a Balti-tengeren lévő új hadihajó állt a németek rendelkezésére, a Bismarck csatahajó és a Prinz Eugen nehézcirkáló.

## A hadművelet megtervezése

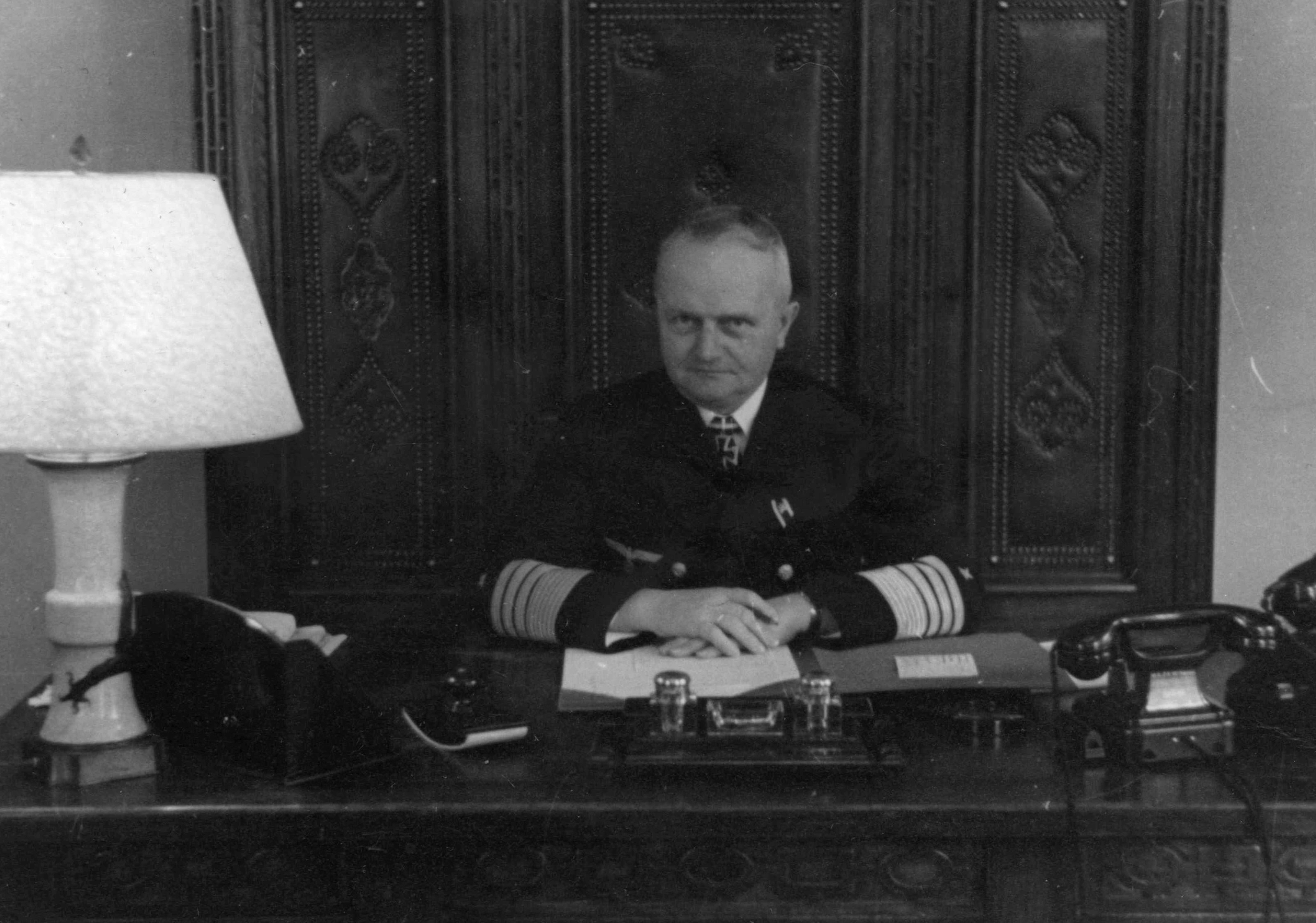
Alfred Saalwächter tengernagy,
a hadművelet egyik kidolgozója

A hadműveleti utasításokat az Alfred Saalwächter tengernagy (Generaladmiral) vezette Marinegruppenkommando West (Haditengerészet Nyugati Főparancsnoksága) és a Rolf Carls tengernagy vezette Marinegruppenkommando Ost dolgozta ki és április 2-ára állították össze. A terv szerint a hadműveletet az április 25-ike körüli kedvező viszonyokat biztosító újhold idején kellett volna megindítani és megfogalmazott célja az Atlanti-óceánra való áttöréssel a brit hajóforgalom támadása volt. Az ekkori tervek szerint a Gneisenau Brestből kifutva csatlakozott volna a Günther Lütjens tengernagy vezette kéttagú kötelék hajóihoz az óceánon. A parancsok Lütjens tengernagyhoz úgy szóltak, hogy „a Bismarck feladata nem a hasonló erőt képviselő ellenséges egységek elpusztítása, hanem azok lekötése egy halogató akció révén, miközben a hadrafoghatóságát olyan sokáig meg kell őrizni, ameddig lehetséges, hogy a Prinz Eugen számára lehetővé váljon a konvoj kereskedelmi hajói elleni fellépés” továbbá „e hadművelet fő célja az ellenséges kereskedelmi hajózás, ellenséges hadihajókkal csak akkor szabad szembe szállni, ha a feladat ezt megköveteli és ezt nagy kockázat nélkül meg lehet tenni.”
A hadihajók ellátására az OKM tankhajók és ellátóhajók hálózatát szervezte meg a Rheinübung hadműveleti területén. Hét tanker és két ellátóhajó lett előreküldve, nyugaton egészen a Labrador-félszigetig, délen egészen a Zöld-foki szigetekig.
A hadműveleti tervek a tengeralattjárók mozgását nem igazították a felszíni hajókéhoz, de kedvező lehetőség esetén a flottaparancsnok a parancsnoksága alá vonhatott tengeralattjárókat. A kommunikáció fenntartásához egy tengeralattjárós összekötő tisztet irányítottak a Bismarckra.
Mivel eddig nem találkoztak rádiólokátorokkal felszerelt ellenséges hajókkal, ezért ezek használatával most sem számoltak a britek részéről. Amennyiben ellenséges cirkálók felfedezték volna őket, a hadműveletet nem kellett megszakítani. Egy ilyen lépés szükségességét a korábbi tapasztalatok sem támasztották alá, mivel a Hipper és az Admiral Scheer is észlelt ellenséges cirkálókat az óceánra való kitörése közben, de ez számukra sem okozott problémákat.
A hadművelet kidolgozása során mindkét említett parancsnoki törzs (Marinegruppenkommando West és Ost) elkövetett egy – utólag súlyosnak megítélt – tervezési hibát. A hadművelet negyedik napjára, mikor a kötelék a norvég vizekre érve röviden megállt, csak a kisebb hatótávolságú nehézcirkáló üzemanyagkészleteinek feltöltését irányozta elő, míg a nagyobb hatótávolságú csatahajó számára mellőzte ezt.
A hadműveletet a Balti-tengerről indították úgy, hogy a hajók az Északi-tengerre a Kattegaton és a Skagerrakon át futottak ki, ami nagyban növelte az észlelés valószínűségét ahhoz képest, mint amit egy északi-tengeri kikötőből való kifutás jelentett volna. Ehhez azonban előbb újra át kellett volna haladnia a hajóknak a Vilmos császár-csatornán, és az ezzel járó két napos időveszteséget a tervezők el akarták kerülni.
Közvetlenül a tervezett hadművelet megindítása előtt, április 23-án a Prinz Eugen Kielbe tartva egy mágneses aknára futott. A sérüléseinek kijavítása két héttel odázta el a Rheinübung megindítását az amúgy is kedvezőtlenebb tavaszi időszakban, mikor már nem lehetett kihasználni a rövid téli nappalokat az áttöréshez.

## A tervek fogadtatása

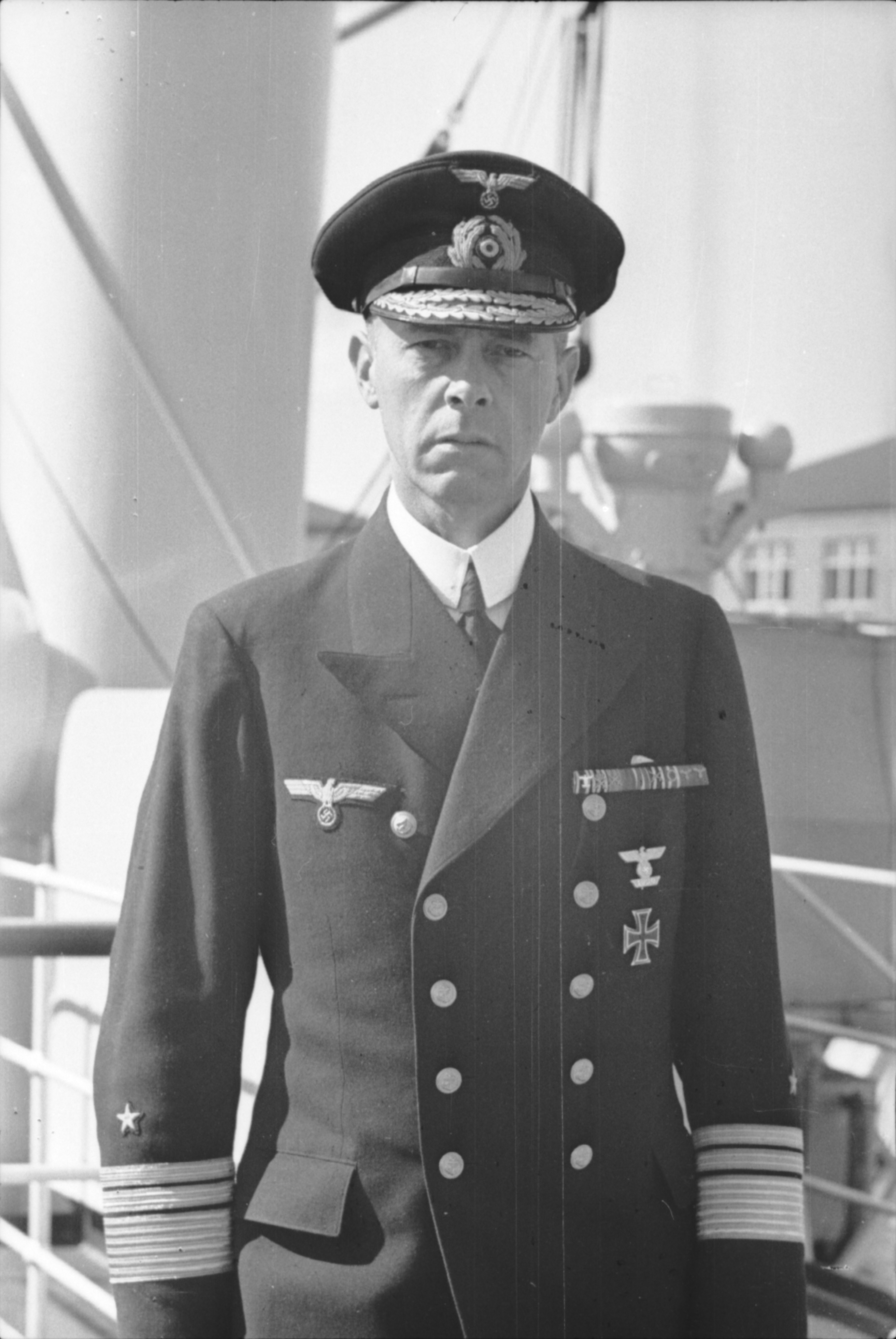
Günther Lütjens

Lütjens szkeptikusan viszonyult egy újabb Atlanti-óceánon csatahajókkal végrehajtandó hadművelethez, mivel túl kockázatosnak ítélte azt. A flottaparancsnok az 1941. április 26-ai berlini megbeszélés alkalmával kifejtette azon meglátását Raedernek, hogy a hadműveletet egészen addig halogatni kellene, míg a Scharnhorst és/vagy a Tirpitz csatahajók hadra foghatók lesznek. Velük kiegészülve egy erős harccsoport állna rendelkezésre. Ezzel szemben az egy csatahajóval és egy nehézcirkálóval tervezett hadművelet (cirkálóháború) sikerre való esélyeit csökkentené azok eltérő harci értéke. Lütjens nyomatékot adott azon meglátásának is, hogy a hajóira nem a felszíni hadihajók jelentik a legnagyobb veszélyt, hanem a torpedóbombázók, melyeket az ellenség a repülőgép-hordozóiról indíthat.
Raeder elutasította Lütjens felvetését a halasztással kapcsolatban, mivel a Scharnhorst egészen július elejéig nem állt volna készen, az újonnan elkészült Tirpitz legénysége pedig még nem volt teljesen kiképezve, ugyanakkor a brit tengeri kapcsolatokra kifejtett nyomást fenn kívánta tartani, amihez a kevés számú felszíni hadihajót minél tovább a bevetési területen kívánta tartani. Végül a flottaparancsnok aggályai ellenére is parancsba adta a hadművelet megindítását, aminek valódi fő oka a küszöbön álló Barbarossa hadművelet volt, amiben a Kriegsmarinére csekély, támogató szerep jutott. Raeder még a hadjárat megindítása előtt egy nagy sikert akart felmutatni, hogy ezzel Hitlert meggyőzze a kapitális hadihajók építésének szükségességéről és a Führer ne csökkentse az ezek építésére szánt költségvetési pénzeket.
Hitler 1941. május 5-én megszemlélte a két Bismarck-osztályú csatahajót Gotenhafenben. Az eseményen Raeder főtengernagy, aki az elmúlt nyolc évben a Führer minden haditengerészetet érintő látogatásánál ott volt, most nem volt jelen. Ennek okát később sem fejtette ki, de egyes feltételezések szerint azért nem kívánt részt venni az eseményen, mert tartott attól, hogy Hitlerrel beszédbe elegyedve az új csatahajó készülő atlanti bevetéséről be kell számolnia és Hitler megtiltaná neki az ilyen kockázatos hadművelet végrehajtását. Raeder annyit hagyott meg Lütjens-nek, hogy Hitler előtt ne említse a következő bevetés kijelölt dátumát, amit a következő újhold idejére igazítottak és május 18-ra jelöltek ki. Lütjens a Führernek is kifejtette az aggodalmait egy atlanti bevetéssel kapcsolatban és nyilvánvalóan meg is tudta győzni, de Raeder kérésének megfelelően a Rheinübungról nem tett említést. A megbeszélés végén egyetértettek abban, hogy a presztízsértékkel bíró hadihajók elvesztését mindenképpen el kell kerülni. Hitler azonban nem hozott olyan rendelkezéseket, melyek a hadművelet elhalasztását vagy megszakítását eredményezték volna.

## Brit előkészületek a német hadművelet kivédésére

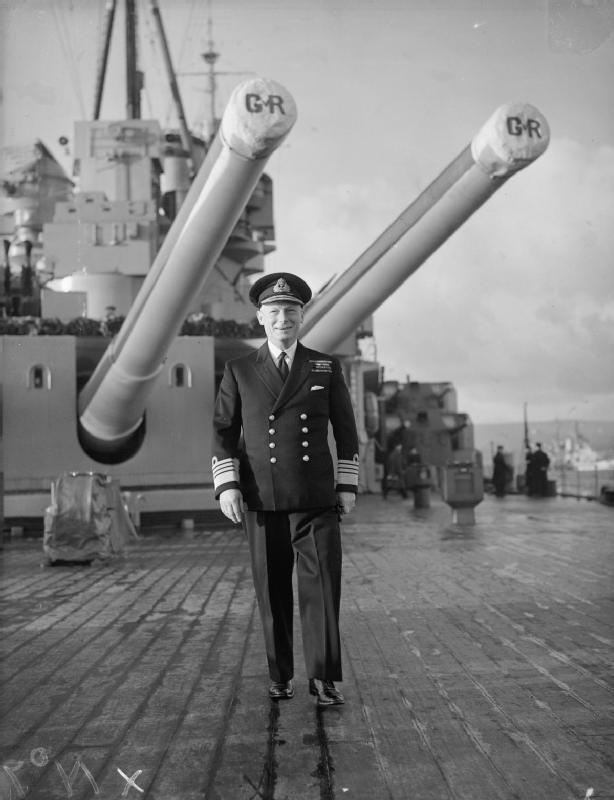
John Tovey tengernagy a King George V fedélzetén

A német fenyegetés elhárítására a britek a honi flottájuk fő támaszpontján, az Orkney-szigeteknél lévő Scapa Flow-ban állomásoztatták a kapitális hajóik közül a King George V és Prince of Wales csatahajókat, a Hood csatacirkálót és az újonnan szolgálatba állított Victorious repülőgép-hordozót. Amennyiben ezeknek nem sikerült volna feltartóztatniuk a német köteléket és az ki tudott volna jutni az Atlanti-óceánra, úgy rendelkezésükre állt a Gibraltárban állomásozó „H” jelű flottakülönítményhez (Force H) tartozó Renown csatacirkáló és az Ark Royal repülőgép-hordozó, valamint az észak-atlanti vizeken hajózó Revenge, Rodney és Ramillies csatahajók illetve a Repulse csatacirkáló. A lehetséges kitörési útvonalakat cirkálókkal és repülőgépekkel tartották szemmel. A Rheinübung idején 11 brit konvoj volt úton vagy készült épp útnak indulni, köztük egy csapatszállító konvoj is.
Az OKM a hadművelet megtervezésénél nem vette számításba a britek eltökéltségét a német felszíni flotta elpusztítására. A Bismarck elpusztításának érdekében a britek hajlandóak lettek volna a konvojok mellől is elrendelni a kíséretüket. Összesen hat csatahajót, három csatacirkálót, két repülőgép-hordozót, 16 cirkálót, 33 rombolót és 8 tengeralattjárót vethettek volna be a járőröző repülőgépek mellett erre a célra, ami a háború eddigi legnagyobb tengeri haderő-összevonása lett volna egyetlen hadművelet számára.

## A hadművelet megindítása
Április 28-án Ernst Lindemann sorhajókapitány a hajóját harcra késznek és háromhavi ellátmánnyal felszereltnek jelentette az OKM felé, de ekkor a Prinz Eugen javítására kellett még várni. Május 13-án Lütjens és törzse – ekkor még átmeneti jelleggel – berendezkedett a csatahajó fedélzetén azzal a céllal, hogy a flottaparancsnoki törzs és az új csatahajó közötti együttműködést egy különböző tengeri összecsapásokat imitáló gyakorlat révén elmélyítsék.  A délután folyamán üzemanyag-vételezési gyakorlatokat végeztek a Danzigi-öbölben a Prinz Eugennel, mivel a tervek szerint szükség esetén a Bismarcknak kellett volna üzemanyaggal ellátni a nehézcirkálót. Másnap a Leipzig könnyűcirkálóval végzett gyakorlatokat és közben a bal oldali 12 tonnás daruja meghibásodott. Ezt ki kellett javítani, mivel szüksége lehetett rá a hidroplánok és csónakok felvételéhez a hadművelet során és ez további késedelmet jelentett a Rheinübung számára. Lütjens végül május 16-án jelentette bevetésre késznek a hajóit a Marinegruppenkommando Nordnak és a hadművelet kezdetét május 18-ban jelölték ki. Az ezt megelőző napon a tengernagyi törzs véglegesen áttelepült a zászlóshajóra.
Május 18-án Lütjens a szárnysegédjével átszállt a Prinz Eugenre és megszemlélte a legénységét. Ezután megbeszélést tartott a Bismarckon, ahol ismertette a hadműveleti terveket a hajók parancsnokaival. Úgy döntöttek, hogy kedvező időjárás esetén nem állnak meg a norvégiai Korsfjordban, hanem a Weissenburg tankerről vesznek üzemanyagot a Grönland és Izland közötti Dánia-szoroson való áthaladás előtt.
A hadművelet május 18-án 11:30-kor vette kezdetét. Délben a Bismarck kihajózott a gotenhafeni révhez, ahol ellátmányt és üzemanyagot vett fel. A Bismarckot feltöltő egyik üzemanyagtömlő azonban elszakadt, ami miatt a csatahajót nem lehetett teljesen feltölteni üzemanyaggal. A tervezettnél 200 tonnával kapott kevesebbet, ami nem volt jelentős hiány.

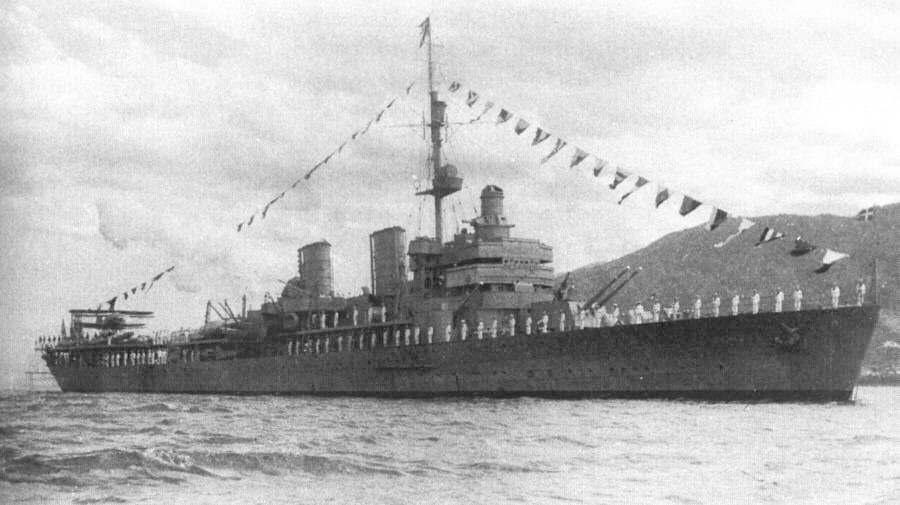
A német köteléket észlelő svéd Gotland cirkáló

A Prinz Eugen 1941. május 18-án 21:00 körül indult útnak Gotenhafenből, a Bismarck pár órával később, május 19-én 02:00-kor követte. A két hajó külön haladt kísérettel és a Rügen szigeténél lévő Arkona-foknál találkoztak, itt hamarosan csatlakoztak hozzájuk a Z 23 és a Z 16 Friedrich Eckoldt rombolók. Innen a kereskedelmi forgalom előtt lezárt Nagy-Belten át a Kattegat felé hajóztak, közben 22:30-kor csatlakozott a formációhoz a Z 10 Hans Lody romboló is. A Kattegatot május 20-án elérve a Bismarck és a Prinz Eugen északnak, a Skagerrak felé haladt tovább. Itt – több svéd és dán halászhajó mellett – észlelte őket a svéd Gotland repülőgép-hordozó cirkáló 13:00 körül. A Gotland az észlelést rutin jelentésként tudatta a svéd haditengerészet parancsnokságával egy rövid üzenetben. Még ezt megelőzően egy svéd repülőgép-kötelék is észlelte és jelentette a német hadihajókat. A svéd kormányzati forrásból május 21-én a brit admiralitás is értesült arról, hogy két nagy német hadihajót észleltek a Kattegatban.
A német kötelékhez 13:30-kor csatlakozott az 5. aknakereső-flottilla (annak 13 és 31 jelű sperrbrecherei), hogy biztosítsa a Kattegatot lezáró aknamezőn való kijutást Skagennél. Áthaladás közben három aknát is felrobbantottak, majd 16:13-kor az aknaszedők kiváltak a kötelékből. Az Északi-tengerre kijutó hajókat Kristiansandnál észlelték norvég ellenállók, akik rádión jelentették Londonnak, hogy azok északi irányba haladnak a norvég partok mentén.
Lütjens nem kívánt megállni Norvégiában, de a tiszta idő miatt úgy döntött mégis pihenőt tart és az utat az éj leple alatt folytatja majd. A zászlóshajójával a Grimstadfjordban, míg a Prinz Eugen a három roombolóval az északabbra lévő Kalvanes-öbölben vetett horgonyt. A nehézcirkáló mellé két kereskedelmi hajót állítottak egy esetleges torpedótámadás kivédésére. Az ittlétük alatt a két nagy hadihajót új, szürke álcafestéssel látták el, eltüntetve a Balti-tengeren használt fekete-fehér csíkozást róluk. A Prinz Eugennek kevesebb, mint 2500 t üzemanyaga maradt és ezért a Wollin tartályhajóról kiegészítették a készleteit. A Bismarckot ugyanakkor nem töltötték fel üzemanyaggal. Ez nem is volt előirányozva a tervek szerint, viszont a későbbiek folyamánez döntő részletnek bizonyult.

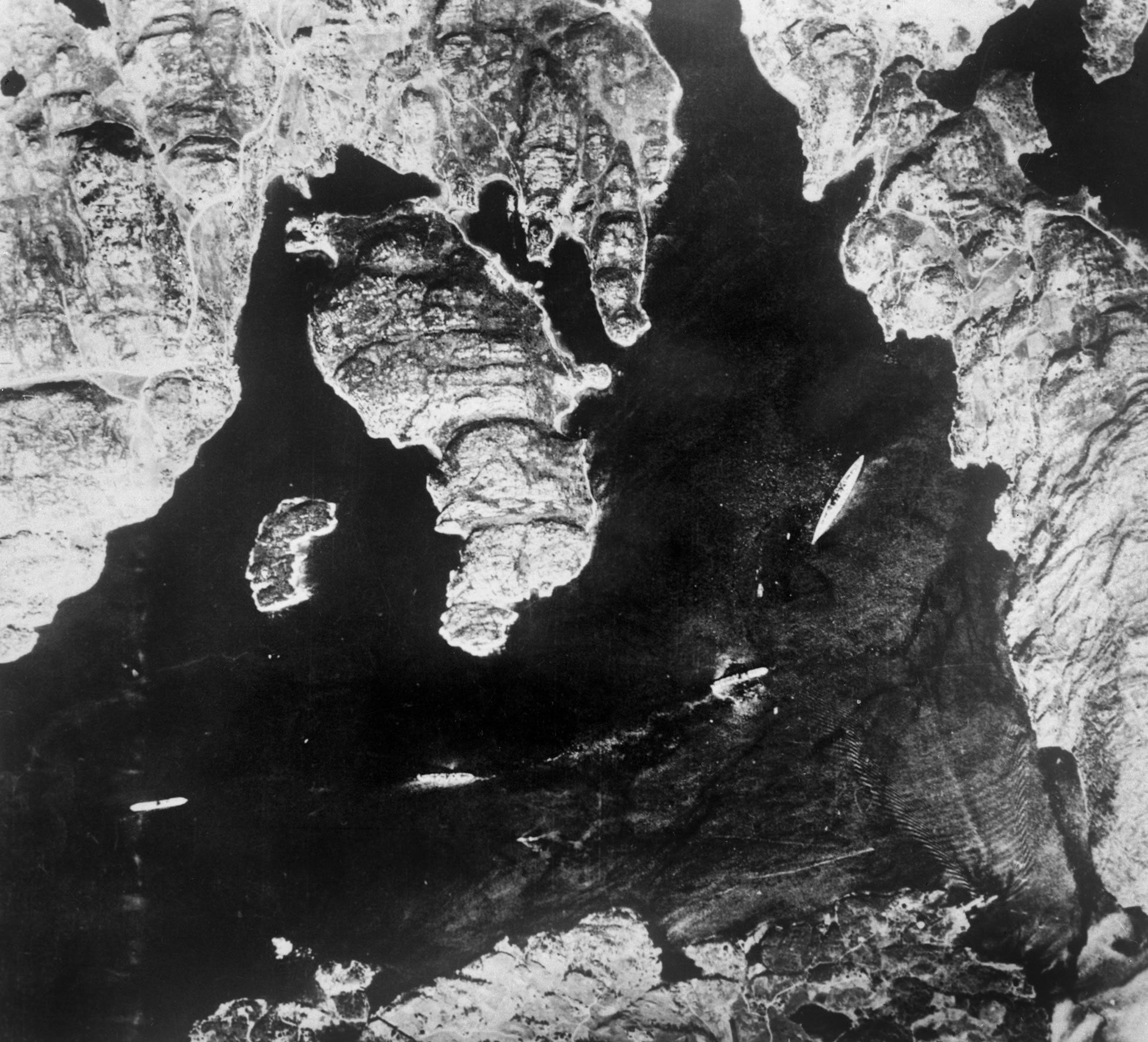
Brit felderítőgép által készített fotó a norvég vizeken horgonyzó Bismarckról (a kép jobb oldalán)
(1941. május 21.)

A britek az észlelésekre reagálva két Spitfire felderítőgépet küldtek ki a norvég partok átvizsgálására és az egyik észlelte a német köteléket május 21-én délelőtt, mikor a Prinz Eugen és a rombolók Bergennél üzemanyagot vételeztek és a Bismarck álcázófestését megváltoztatták.
17:00-ra a Prinz Eugen végzett a tankolással és 19:30-kor a két hadihajó felvonta a horgonyt, 20:00-kor elhagyták a norvég fjordokat és a partoktól eltávolodva 23:40-kor északi irányra álltak. Közben a Seekriegsleitung értesítette Lütjenst arról, hogy a britek tudomást szereztek a kötelékének norvégiai jelenlétéről. 04:20-kor Lütjens menesztette a rombolókat és azok Trondheim felé vették az útjukat. Ezután a két nagy hadihajó egyedül folytatta az útját a Dánia-szoros felé, ahol Lütjens az áttörést tervezte az óceánra.
Május 22-én Raeder a Berghofra látogatott és miután a segédcirkálókról és a tengeralattjáró-háború fejleményeiről tájékoztatta Hitlert, mintegy mellékesen megemlítette, hogy a Bismarck és a Prinz Eugen előző nap elhagyta a norvégiai Bergent atlanti bevetésre indulva. A felszíni nagy hadihajók kereskedelmi háborúban való alkalmazásától idegenkedő Hitlert meglepte a hír. Ezúttal is kifejtette Raedernek az ismert álláspontját, kiegészítve azzal, hogy a hadművelet kapcsán tart az Egyesült Államokkal való bonyodalmaktól. Az USA nem sokkal korábban tolta ki az érdekszféráját csaknem az Azori-szigetekig és a vele való komplikációk nem kívánatosak a Barbarossa megindítása előtt. Vgül megkérdezte Raedert, van-e még lehetőség a hadművelet lefújására. Raeder a kérdésre nem adott közvetlen választ, hanem felhívta a figyelmet az eddigi portyázásokon elért sikerekre és a mostani hadművelet hosszas előkészületeire az ellátó- és tartályhajók kiküldésével, amik révén azt tervszerűen folytatni lehet. Hitler végül engedett Raedernek.
John Tovey tengernagy, a brit Honi Flotta (Home Fleet) parancsnoka az észlelésekre reagálva utasította Frederick Wake-Walker ellentengernagyot, hogy két cirkálójával, a Suffolkkal és a Norfolkkal figyelje a Dánia-szorost. Az itteni német áttörést valószínűtlennek tartotta és emiatt rendelt ide csak két nehézcirkálót őrjáratozni. A németek számára szóba jöhető másik kitörési útvonalon, az Izlandtól délre lévő vizeken a Manchester és Birmingham könnyűcirkálók őrjáratoztak. Röviddel május 21-én éjfél előtt Lancelot Holland altengernagy kötelékét, a Hood csatacirkálót (zászlóshajó) és a Prince of Wales csatahajót az Achates, Antelope, Anthony, Echo, Electra és Icarus rombolók kíséretében útnak indította Scapa Flow-ból az izlandi Hvalfjord felé, ahonnan az Izlandtól délre és keletre eső vizeket ellenőrizhették. Tovey tengernagy maga a King George V csatahajóval, a Victorious repülőgép-hordozóval és rombolókísérettel indult útnak a már kiküldött egységek támogatására. A Repulse csatacirkáló is hamarosan csatlakozott hozzájuk.

## A német kötelék észlelése

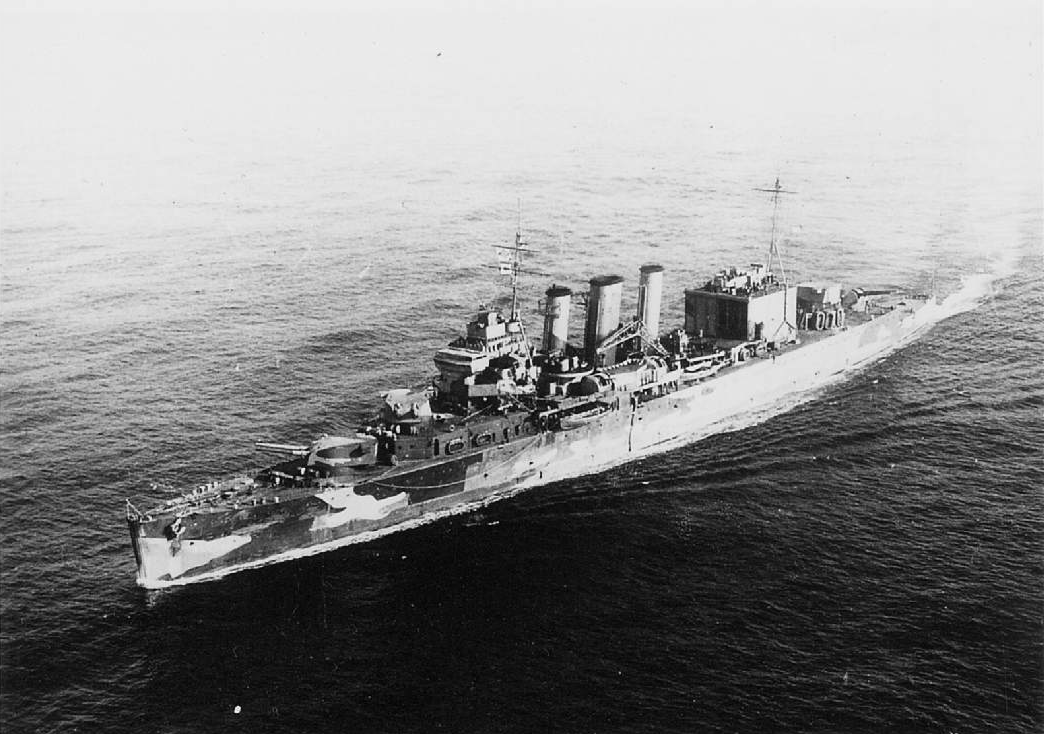
A Suffolk nehézcirkáló 1941 májusában

Május 23-án este 19:22-kor a Suffolk észlelte a Bismarckot és a Prinz Eugent a Dánia-szorosban, közel Grönland partjaihoz és azonnal egy ködfelhőben menedéket keresve értesítette az admiralitást. A hamarosan szintén felbukkanó Norfolkra a Bismarck tüzet nyitott hat mérföld távolságból, de az szintén egy ködös területen keresett menedéket. A brit nehézcirkálók ezután radarjaik segítségével tartották szemmel a német hajókat és a nyomukban maradtak, hogy a pozíciójukat rendszeresen jelentve a még 300 tmf (550 km) távolságra lévő saját kapitális hadihajóikat rájuk vezethessék. A németek nem értek el találatot, viszont mikor a Bismarck a Norfolkra adott le lövéseket, a nagy ágyúinak torkolattüze megrongálta az árbóctorony tetején elhelyezett radarját. Lütjens a Prinz Eugent rendelte az élre, hogy a radarjával pásztázza az előttük lévő területet.
A német hadihajók Dánia-szorosban való felbukkanása után a brit admiralitás egyes hadihajókat és kötelékeket az elfogásukra irányított át, míg másokat az egyetlen csapatszállító konvoj védelmére rendelt. Holland Izlandtól délre pozíciót foglaló raját Tovey a Dánia-szoroshoz irányította a német hajók elfogására. A kísérő rombolók nem tudták tartani a kapitális hadihajók sebességét és lemaradtak tőlük. A Suffolk éjfél körül jelentette, hogy elveszítette a kapcsolatot a német hajókkal. Ekkor Holland a rajával északnak kanyarodott és a rombolóit felzárkózásra utasította, hogy részt vehessenek a német hajók felkutatásában. Miután ez a kutatás május 24. hajnali 02:00 óráig eredménytelen maradt, a Hood és a Prince of Wales délkeletnek fordult abban a reményben, hogy még elfoghatják a Bismarckot.

## Csata a Dánia-szorosban

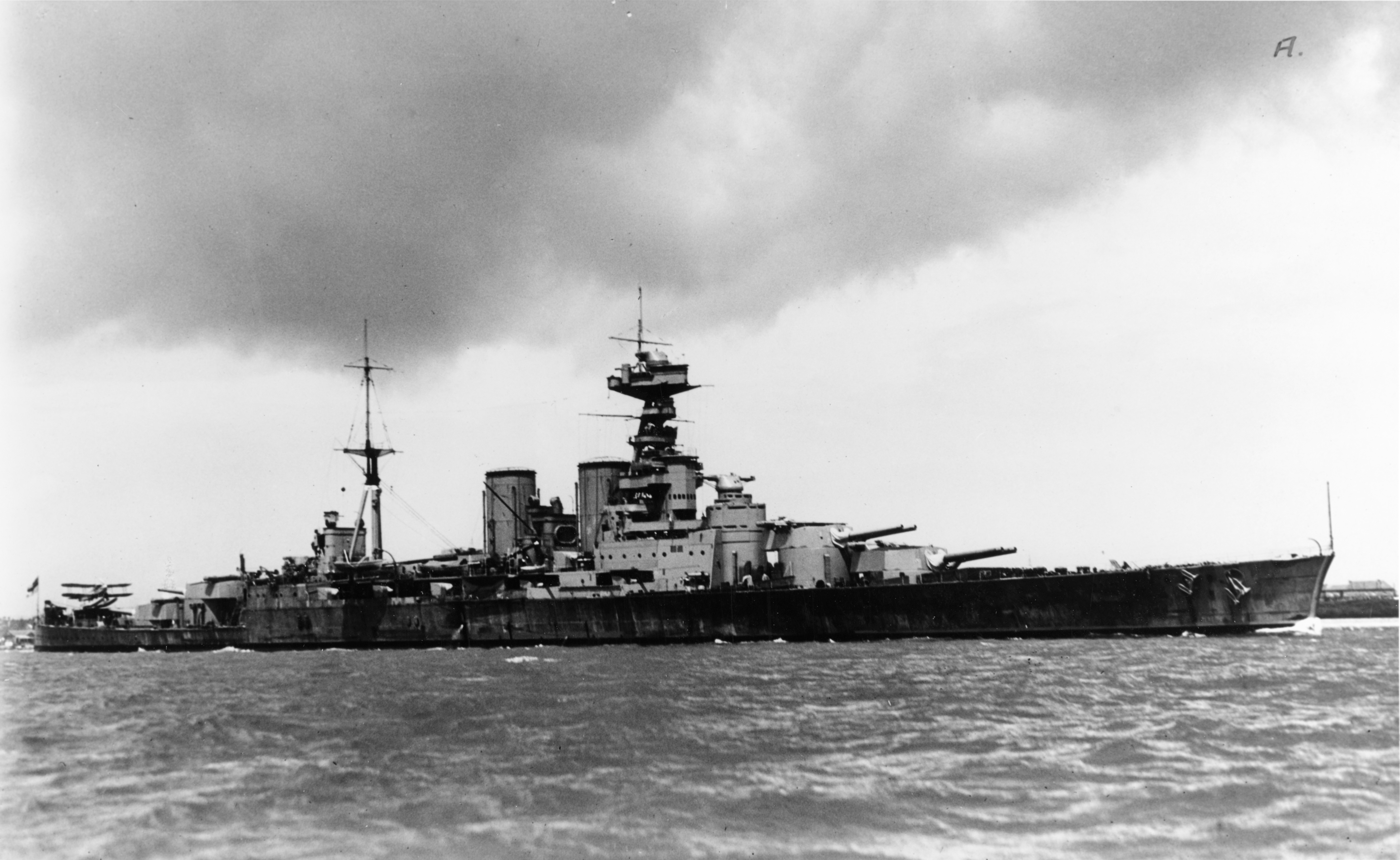
A Hood a modernizálása után

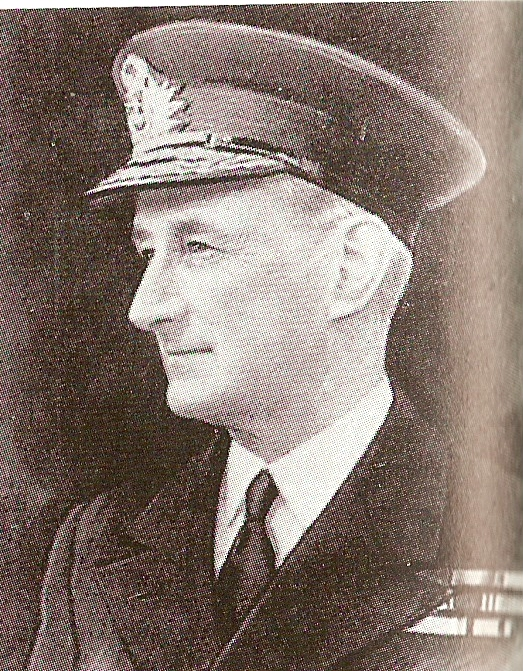
Lancelot Holland altengernagy

A két hajóraj 05:35-kor került látótávolságba egymáshoz. Holland tengernagynak nem sikerült kereszteznie a németek menetirányát és kedvezőtlen pozícióba került. Igyekezett a két hajóraj közötti távolságot gyorsan lecsökkenteni, mivel a Hood viszonylag gyenge páncélfedélzetei a nagy távolságból kilőtt és ezért meredeken leérkező lövedékekkel szemben sebezhetők voltak. A britek 05:52-kor 23 km távolságból nyitották meg a tüzet. A Hood először tévedésből a Prinz Eugent vette tűz alá, mivel – információikkal ellentétben – a nehézcirkáló haladt a német kötelék élén. A két német hadihajó sziluettje a rossz látási viszonyok közepette könnyen összetéveszthető volt a nagy hasonlóság miatt és nehezítette az azonosítást. A Prince of Wales-en hamar észrevették a tévedést és a sorban második Bismarckot kezdték lőni.
Lütjens a hadműveleti parancshoz szigorúan tartva magát nem adott ki tűzparancsot, azonban 5:55-kor Lindemann sorhajókapitány – Burkard von Müllenheim-Rechberg sorhajóhadnagy elmondása szerint – a következő szavakkal lépett közbe: „Nem hagyom, hogy kilőjék a hátsóm alól a hajómat. Engedély a tűz megnyitásához megadva.” Lütjens az engedetlenséget szó nélkül tűrte. A német hadihajók gyorsan be tudták lőni maguknak a távolságot és a Bismarck harmadik sortüze villába fogta a Hoodot. A brit csatacirkálón az első találatot azonban a Prinz Eugen jegyezhette a negyedik sortüzével. Az egyik 20,3 cm-es lövedéke a 102 mm-es lövegek készenléti lőszerét érte és nagy lángokat okozott, amit viszont hamar el tudtak oltani.
A briteknek tovább tartott belőniük magukat: a Prince of Wales-nek csak a hetedik sortüzével sikerült villába fognia az ellenfelét. Ez annak is köszönhető volt, hogy a próbajáratait még nem fejezte be és emiatt legénysége még nem volt teljesen kiképezve.

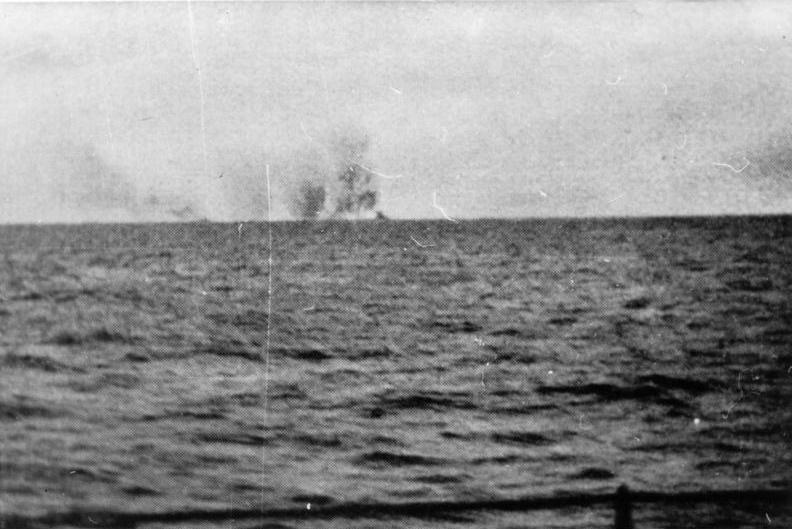
A Hood felrobbanása

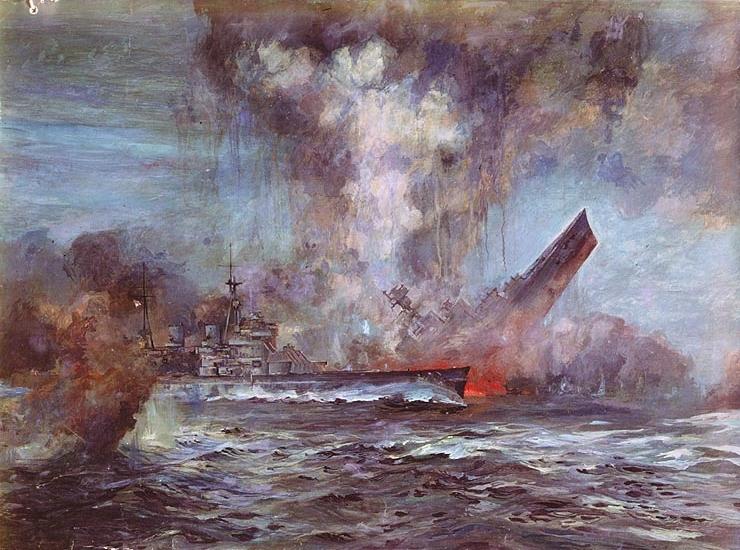
A süllyedő Hood, előtte a Prince of Wales
J.C. Schmitz-Westerholt festményén

Holland tengernagy 06:00-kor adott parancsot a balra való kanyarodásra, hogy ezáltal a két hátsó lövegtorony is kilövéshez jusson. Eddig ezek a lövögtornyok a felépítmények miatt nem tarthattak a célra. A kanyarodás közben a Bismarck ötödik sortüzének legalább egy 38 cm-es lövedéke 06:01-kor eltalálta a hajót, majd röviddel rá a Hood hátsó lőszerraktára a levegőbe repült. A hatalmas detonáció darabokra szakította a csatacirkálót és az kevesebb mint három perc alatt elsüllyedt. A fedélzetén tartózkodó 1418 emberből három főt leszámítva mindenki életét veszítette. A halottak között volt Holland tengernagy is.
A Prince of Wales egy gyors iránymódosítással épp el tudta kerülni a Hood maradványaival való ütközést. A manőver révén egyben sikerült elkerülnie a Bismarck hatodik sortüzét, amit még akkor lőtt ki, mikor a halálos ötödik sortűz még a levegőben volt. A brit csatahajó helyzetét tovább rontotta, hogy a nehéztüzérségének több lövege a még nem teljesen kész áramhálózatban fellépő hibák miatt harcképtelenné vált. Miután a Bismarcktól négy, a Prinz Eugentől pedig három találatot szenvedett és az egyik 38 cm-es gránát a hajóhídat eltalálva a parancsnokán és egy másik tiszten kívül minden ott tartózkodóval végzett, a Prince of Wales kitérő manőverbe kezdett és saját mesterséges ködfüggönyének takarásában visszavonult.
A németeket az előző naptól követő Suffolk és a Norfolk nehézcirkálók a csata ideje alatt lőtávolságon kívül voltak. A Suffolk 06:19 és 06:25 között hat sortüzet lőtt ki, de ezek a nagy távolság miatt nem értek célt.
A Prinz Eugen nem szenvedett el sérüléseket, viszont a Bismarck a Prince of Wales-től három találatot kapott. Az egyik hajóorrban lévő üzemanyagtartály megsérült, 1000 t olaj elfolyt és további jelentős mennyiség elszennyeződött a tengervíztől. Emellett a Bismarck egyik kazánterme és egy turbógenerátoroknak helyt adó termébe betört a víz. Az elszenvedett sérülések miatt a csatahajó maximum 28 csomóval tudott haladni a 30 csomós végsebessége helyett. Ezen felül nem lehetett már hozzáférni a hajóorrban lévő és még sértetlen üzemanyagkészletekhez.

## APrinz Eugenkülönválása a zászlóshajótól

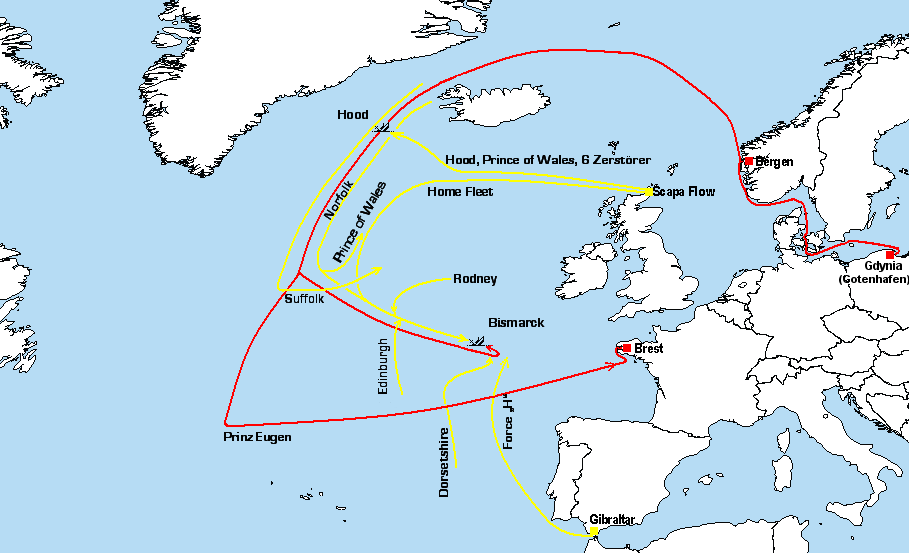
A hadműveletben részt vevő hajók és kötelékek útvonala (anakronisztikus európai határokkal)

A Bismarck sérülései és üzemanyag-vesztesége lehetetlenné tették a tervezett hadművelet folytatását. Utólag súlyos hibának bizonyult, hogy a csatahajó üzemanyagkészletét nem egészítették ki a norvégiai tartózkodása idején. Az elérhető maximális sebessége 28 csomóra csökkent, de az üzemanyaghiány miatt tartósan csak 20 csomóval haladhatott, ha el akarta érni a francia partokat és az ellenséges légi felderítés számára könnyen felismerhető olajcsíkot húzott maga után.

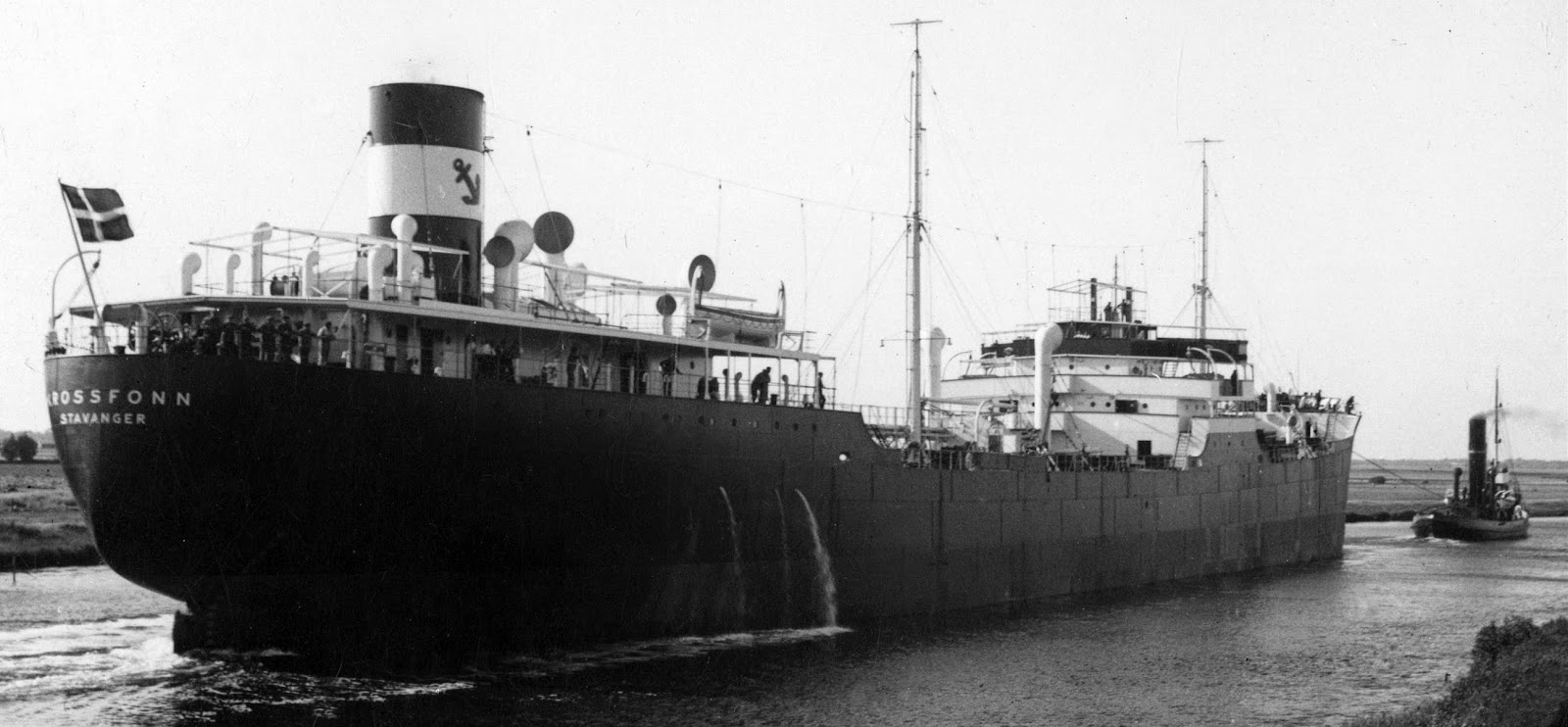
A Spichern tanker még Krossfon névvel 1935-ben

Lütjens úgy döntött, hogy a Prinz Eugent a kereskedelmi háború önálló folytatására küldi, míg ő a Bismarckkal Saint-Nazaire kikötőjét akarta elérni, ahol kellő nagyságú szárazdokk állt rendelkezésre a szükséges javítások elvégzéséhez. Az este folyamán a különválás megkönnyítéséhez a csatahajó megfordulva az őt követő nehézcirkálókat gyors kitérésre kényszerítette, a  Prince of Wales-szel pedig rövid tűzharcot vívott, míg a nehézcirkáló tovább haladt délnek és a britek nyomát veszítették. A Prinz Eugen ezután kiegészítette a Spichern tartályhajóról az üzemanyagkészletét, hogy május 26-án megkezdhesse a portyázást. Röviddel ezután azonban fel kellett hagynia vele, mivel a hibák jelentkeztek a hajtóműveinél. Ezután Brest kikötője felé vette az irányt, ahova a britek tudta nélkül június 1-én érkezett meg. A nehézcirkáló kiválását tapasztalva a britek a transzatlanti útvonalakon közlekedő HX 126, SC 31, HX 127, OB 323 és OB 324 jelű konvojok útvonalait módosították.

## ABismarcküldözése

### Brit és német átcsoportosítások
A britek a Hood elvesztése után csaknem a Home Fleet egészét mozgósították a Bismarck elsüllyesztéséhez. Churchill utasítása szerint: „Mindegy nekem, hogyan csinálja; El kell süllyesztenie a Bismarckot!” A tengeralattjárók parancsnoka, Karl Dönitz tengernagy az összes szóba jöhető egységének támogatását felkínálta a Bismarck megsegítésére. Lütjens azt kérte, hogy az AJ 68 négyzetben, Grönlandtól délre vegyenek fel lesállást. A terve az volt ugyanis, hogy május 25-én az üldözőit erre a területre csalogatja. A tengeralattjáróknak itt itt támadásba kellett lendülniük és ezzel a Bismarck számára lehetővé tehették volna a megmenekülést. Ezt a csapdát öt tengeralattjáró bevonásával hozták létre. Négy további tengeralattjáró a Vizcayai-öbölben hozott létre egy ilyen csapdát, de közülük kettő, az U 556 és az U 98 már az összes torpedóját ellőtte és ezért csak felderítőként lehettek jelen, az U 74 pedig már súlyosan megrongálódott ekkorra vízi bombák miatt.
Mivel a britek hajói lassabbak voltak a Bismarcknál, csak a Gibraltár felől érkező Force H egységeire számíthattak, melyeket északnak indítottak útnak. A Bismarckhoz legközelebb lévő brit haderő azonban Tovey tengernagy saját raja volt, melyhez a King George V csatahajó, a Repulse csatacirkáló és a Victorious repülőgép-hordozó tartoztak, melyeket cirkálók és rombolók kísértek.
Tovey úgy döntött, hogy a repülőgép-hordozót előreküldi, hogy a torpedóbombázói támadást intézhessenek a Bismarck ellen és megpróbálják legalább lelassítani annak haladását. Május 24-én este kilenc Fairey Swordfish típusú torpedóbombázó indult útnak a repülőgép-hordozóról a 100 tmf (185 km) távolságra lévő Bismarck ellen. Egy torpedótalálatot sikerült elérniük, ami egy ember halálát okozta a német csatahajón, és bár említésre méltó kárt nem okozott benne, de a manőverezés közben a korábbi sérüléseinek improvizált javításait tönkretette. Emiatt a csatahajó még több olajt veszített, lelassult és Saint-Nazaire helyett a valamivel közelebb lévő Brest felé vette az irányt.

### ABismarckelszakadási manővere
Miután a Bismarck a Prinz Eugen különválása után ismét felvette a korábbi irányát, Wake-Walker már mind a három hajójával tőle balra helyezkedett. Amennyiben egyik hajóját a Bismarcktól jobbra helyezte volna el, akkor biztosabban szem előtt tarthatta volna, de nem akarta vállalni azt a kockázatot, hogy a német csatahajó ismét váratlanul lecsapva kárt tegyen valamelyik magányosan haladó hajójában.

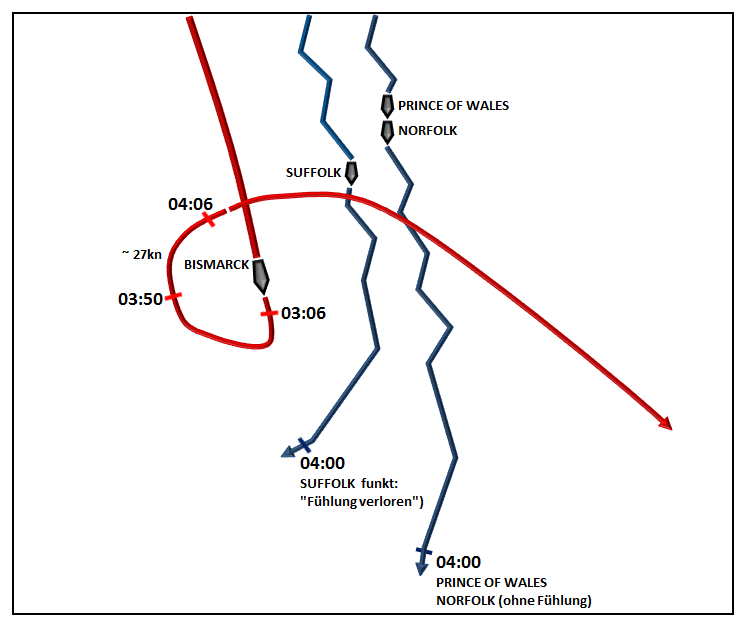
A Bismarck elszakadási manővere
(1941. május 25. 02:29–04:08)

Ahogy a hajók egyre délebbre, a német tengeralattjárók vadászterületére kerültek az üldözés során, Wake-Walker hajóinak cikk-cakkban kellett haladniuk az esetleges torpedótámadások megelőzése érdekében. Tíz percenként hol balra, hol jobbra tértek ki, hogy tartsák az általános haladási irányukat. A bal oldali fordulók során pár percre szem elől veszítették a Bismarckot, mivel az ekkor a Suffolk radarjának hatósugarán kívülre került. Május 25-én 03:00-kor Lütjens a maximális sebesség elérésére adott utasítást, mely ekkor 28 csomó volt, majd nyugati, azt követően pedig északi irány felvételét rendelte el. A manővert akkor hajtották végre, mikor épp az ellenséges radarok hatótávolságán kívül voltak. A Bismarck így sikeresen el tudott szakadni az ellenségtől és egy nagy kört leírva mögéjük kerülve folytatta útját kelet felé. A Suffolk parancsnoka feltételezte, hogy a Bismarck nyugati irányban haladt tovább és erre kereste. Fél óra elteltével értesítette Wake-Walkert a kontaktus elvesztéséről, aki erre elrendelte egységeinek, hogy nappal szétszóródva vizuálisan próbáljanak rátalálni.
A Bismarckon azonban úgy vélték, hogy a brit radarok továbbra is szemmel tartják őket és a britek a nyomukban vannak. A félreértés abból adódott, hogy a német radarkezelők még mindig jól kivehetően fogni tudták a brit radarok jeleit, azonban azt nem tudták, hogy ezeknek a jeleknek a visszhangja már túl gyenge volt. A saját Seetakt radarok teljesítményeiből kiindulva, melyek 11-22 km hatósugarúak voltak, a németek úgy vélték folyamatosan megfigyelés alatt tartják őket, miközben valójában a pozíciójuk ismeretlen volt a britek számára.
A téves feltevés miatt Lütjens nem látta indokoltnak rádiócsendet tartani és ezért május 25-én reggel két hosszabb rádióüzenetet küldött a Seekriegsleitungnak. Ezeket a britek bemérték, de először rosszul kalkulálták ki a csatahajó pozícióját és arra következtettek, hogy Norvégiába igyekszik visszatérni. Emiatt északnak küldték a hajóikat délkelet helyett, amerre a Bismarck valójában volt. A britek ezt a hibájukat csak a délután folyamán ismerték fel. Eddigre azonban a Bismarck olyan nagy előnyre tett szert, hogy az üldözői nem érhették már be.
Az egyetlen brit kötelék, melynek még esélye lehetett útját állni a Bismarcknak a Gibraltár felől érkező Force H volt az Ark Royal repülőgép-hordozóval, a Renown csatacirkálóval és a Sheffield könnyűcirkálóval. Azonban a Hood gyors pusztulásából okulva a britek kerülni igyekeztek újabb csatacirkálót kitenni a Bismarck tüzének, ezért az Ark Royal torpedóbombázóira hagyatkoztak. Az Ark Royal repülőgépeinek a torpedóikkal olyan mértékben meg kellett rongálniuk a Bismarckot, hogy az üldözői beérhessék, és túlerejüket kihasználva elsüllyeszthessék.
A Bismarckról azonban a bemért rádiójelei óta nem rendelkeztek információkkal és előbb újra meg kellett találni. Ezért a britek fokozták a légi felderítések számát azon terület felett, ahol a Bismarckot sejtették. Nagy segítségükre volt ebben az az olajcsík, amit a Bismarck maga után húzott valamint a fogytán lévő üzemanyag, ami miatt a Bismarcknak egyenesen Franciaország felé kellett haladnia. Ennek ellenére a sebessége elegendő volt ahhoz, hogy a brit üldözői elől elmenekülhessen.

### AzArk Royalrepülőgépeinek támadása – a kormányműt ért torpedótalálat

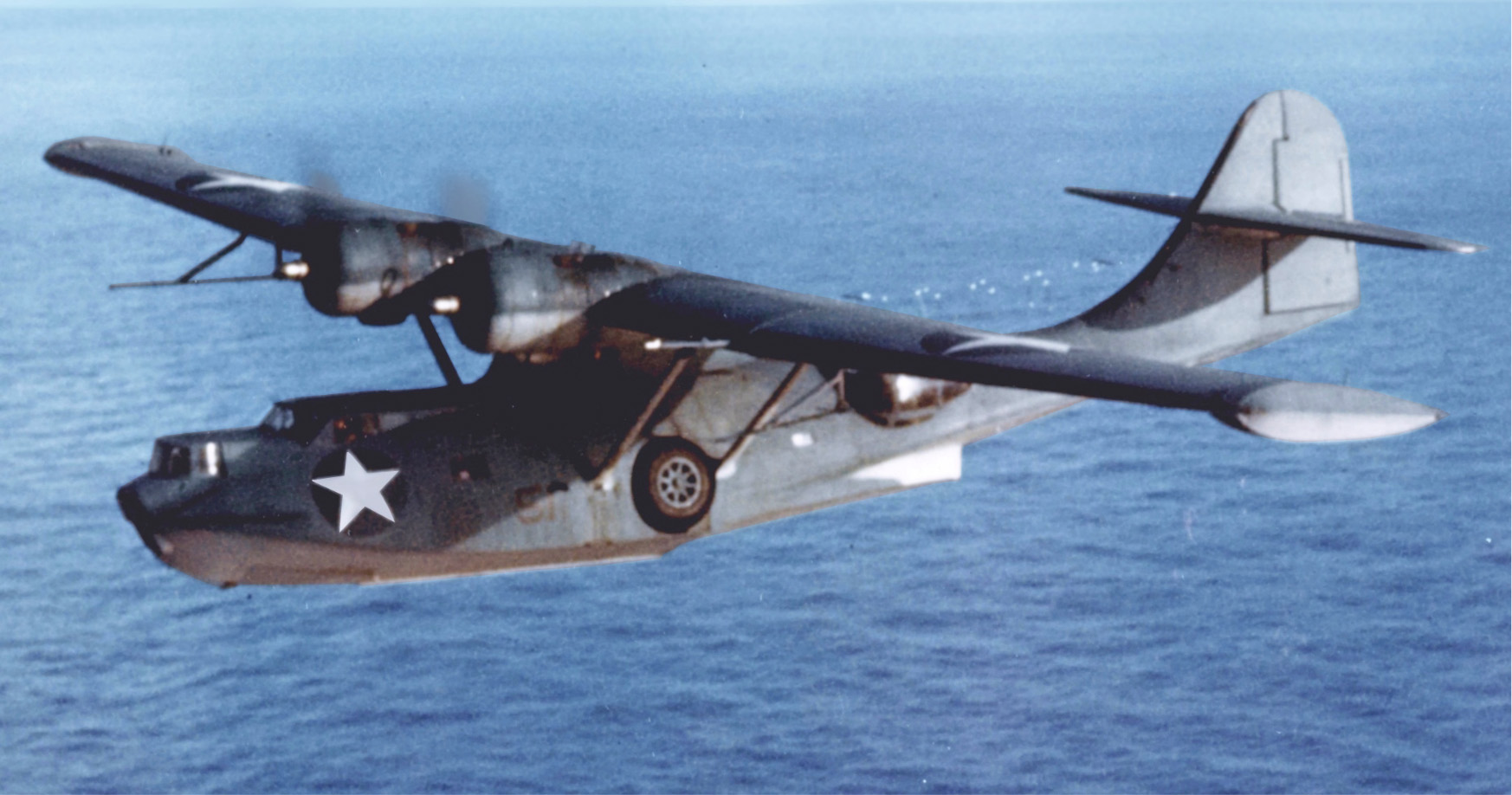
Egy amerikai felségjelű Catalina

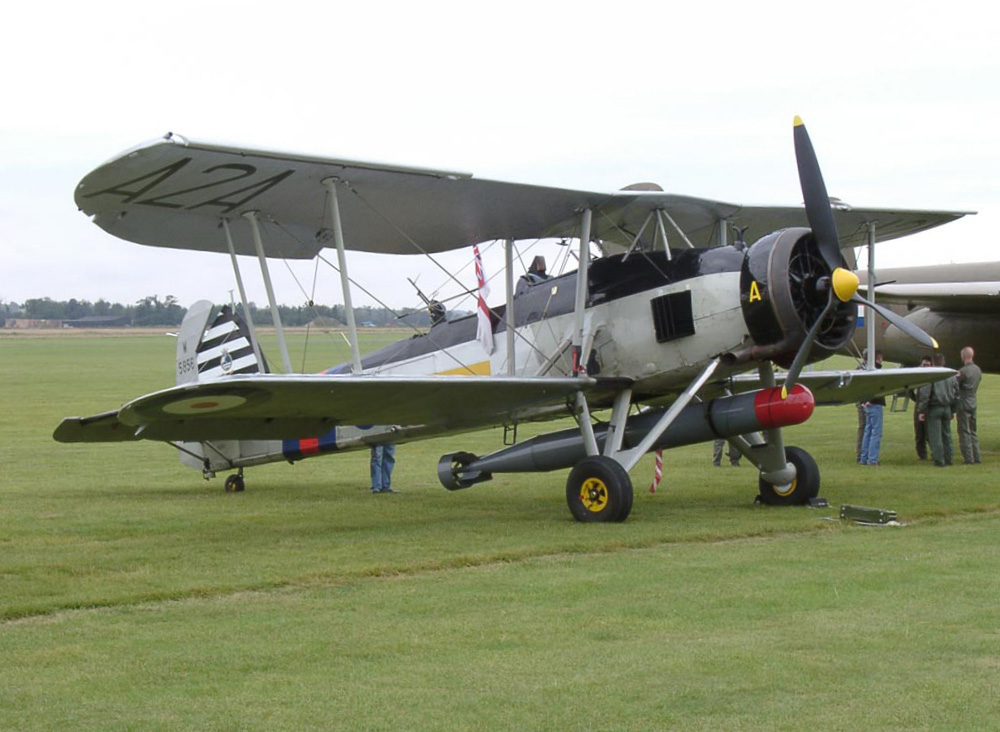
Egy Swordfish torpedóval felszerelve

Május 26-án délelőtt egy Írországból felszállt – részben amerikai személyzettel repülő – PBY Catalina repülőcsónak észlelte a szem elől vesztett csatahajót és a jelentett pozíció alapján az Ark Royal torpedóvetői támadást intézhettek ellene. Az első támadást azonban tévedésből a Sheffield ellen intézték, de a cirkálót nem érte kár, mivel az új mágneses gyújtóval ellátott torpedók nem működtek rendesen. A hordozójukra visszatérő repülőgépeket ezután hagyományos orrgyújtóval ellátott torpedókkal szerelték fel. A Sheffielddel való incidens nélkül a Swordfishek a hibásan működő torpedókat használták volna a Bismarck ellen, ami  könnyen döntő jelentőségű is lehetett volna a hadműveletek kimenetele szempontjából.
A német parancsnokságon sikerült a brit rádióüzenetek egy részét megfejteniük és ebből kikövetkeztethették a Bismarck valószínű útvonalát. Hét a Vizcayai-öbölben várakozó tengeralattjárót irányították át erre az útvonalra. Május 26-án este csak pár kilométerre voltak a Bismarcktól és a Force H Gibraltár felől érkező hajóitól. 19:48-kor az U 556 észlelte ezt a brit köteléket a 48° 20’ É 16° 20' Ny koordinátán és csaknem olyan közel volt a hajókhoz, hogy azok a nagy ködből hirtelen előbukkanva csaknem legázolták. 20:39-kor a felszínre emelkedve jelentette az ellenséges köteléket. A repülőgép-hordozók torpedóbombázói ekkortájt indultak támadásra a Bismarck ellen. A brit hajók egyenesen haladtak előre, cikk-cakkozás nélkül és rombolókísérettel sem rendelkeztek, így ideális célpontot nyújtottak az U 556-nak. A tengeralattjáró gyors egymás után elsüllyeszthette volna az Ark Royalt és a Renownt is, azonban eddigre már az összes torpedóját ellőtte és így be kellett érnie azzal, hogy jelentette az ellenség észlelését.
A második támadás alkalmával az Ark Royal repülőgépei megtalálták a Bismarckot és annak heves légvédelmi tüzében főleg annak tatrészét vették célba torpedóikkal, hogy az érzékeny kormány- és hajtóműveit rongálhassák meg. A Swordfishek a Bismarck légvédelmének modern tűzvezető rendszere számára túl lassúak voltak, ami miatt a távolságukat nem tudták kellő pontossággal meghatározni. Az egyik torpedó végzetes sérülést okozott a kormányműben. 21:30 körül a 47° 22’ É 14° 50' Ny koordinátáról rádióüzenetben tudatta, hogy repülőgépek torpedótalálatai érték és manőverképtelenné vált.
A kormányszerkezet bal oldali 12°-ban elakadt és a legénység jelentős erőfeszítései ellenére sem sikerült megmozdítani. Már a Balti-tengeren tett próbajáratai alkalmával is kitűnt, hogy a csatahajó ilyen körülmények között pusztán a hajócsavarok fordulatszámának változtatásával nem tartható a kívánt menetirányban. A szél a Bismarckot északnyugati irányba sodorta, pont az üldözői irányába. A puszta sodródást elkerülendő a még teljesen sértetlen hajtóművekkel pár csomós sebességet tartottak fent, így csekély sebességgel haladt a nyomában lévő brit hajók felé és nem tudta már a Franciaország felé vezető irányt felvenni.
A német hadvezetés a Vizcayai-öbölben lévő összes tengeralattjárót a Bismarck védelmére irányította. A Bismarck hajónaplóját is az egyik tengeralattjárónak kellett volna a fedélzetére vennie. Ezt Lütjens tengernagy a 07:10-kor leadott utolsó rádióüzenetében kérte, miután a Prince of Wales egyik lövedéke tönkretette a katapultot és hidroplánnal nem lehetett már kimenekíteni a dokumentumot. Lindemann sorhajókapitányt a túlélők utoljára felöltött mentőmellényben, rezignáltan és távolba meredően látták a hajóhídon állni. A hajónapló tengeralattjáróval való kimenekítése sem járt sikerrel. A Herbert Wohlfahrt parancsnokolta U 556 ekkor a csatahajótól északra volt, a Bismarck közvetlen közelében, azonban nem volt torpedója amivel részt vehetett volna a küzdelemben. Nyugatra innen az U 108 volt, míg a déli irányban lévő U 74 a legközelebb volt hozzá, de a sérülései miatt nem avatkozhatott közbe. Déli irányban távolabb helyezkedett még az U 552, a torpedóit már ellőtt U 98 valamint az U 97 és az U 48.
A Franciaország nyugati partjain állomásozó német repülőgépek számára a Bismarck épp a hatótávolságukon túl helyezkedett.
A következő éjszaka során harcra került sor a Bismarck és Philip Vian sorhajókapitány rombolói között. Az öt romboló, a Cossack, a Maori, a Sikh, a Zulu és a lengyel Piorun torpedótámadásokat intéztek a Bismarck ellen, azonban a sötétség, a kedvezőtlen időjárási feltételek és a heves elhárítótűz miatt nem tudtak elérni találatot. A súlyosan sérült U 73 a rombolók közelébe tudott kerülni, de nem tudott az erősen manőverező hajók ellen támadást indítani és a fő célpontját, a Sheffield cirkálót sem sikerült megtalálnia.

### ABismarckelsüllyedése

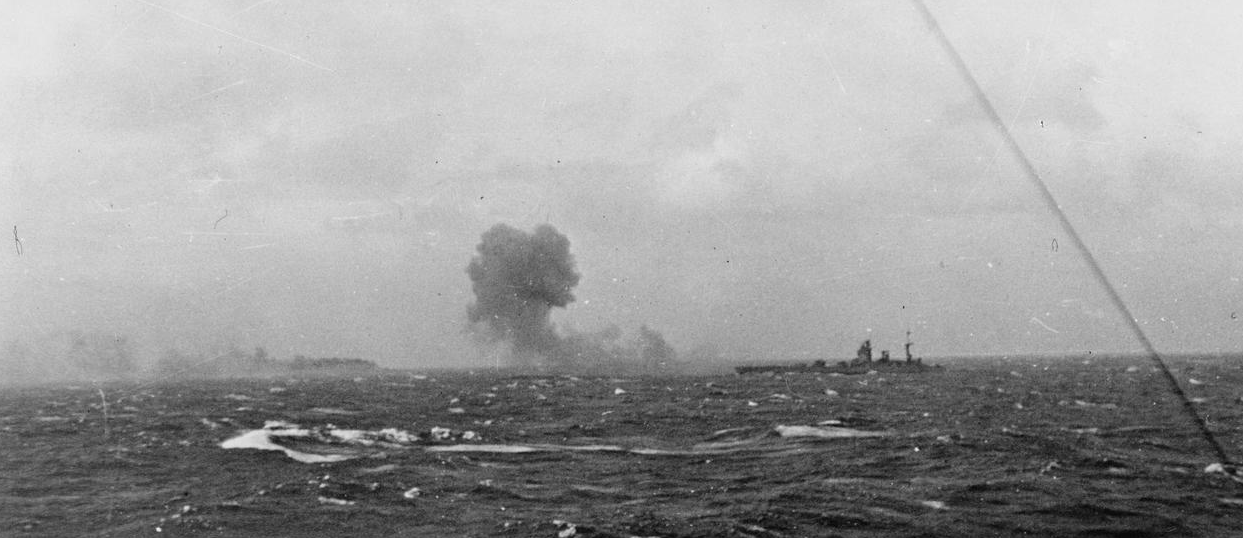
A Rodney csatahajó (j.) lövéseket ad le a távolban lángokban álló Bismarck csatahajóra (b.)

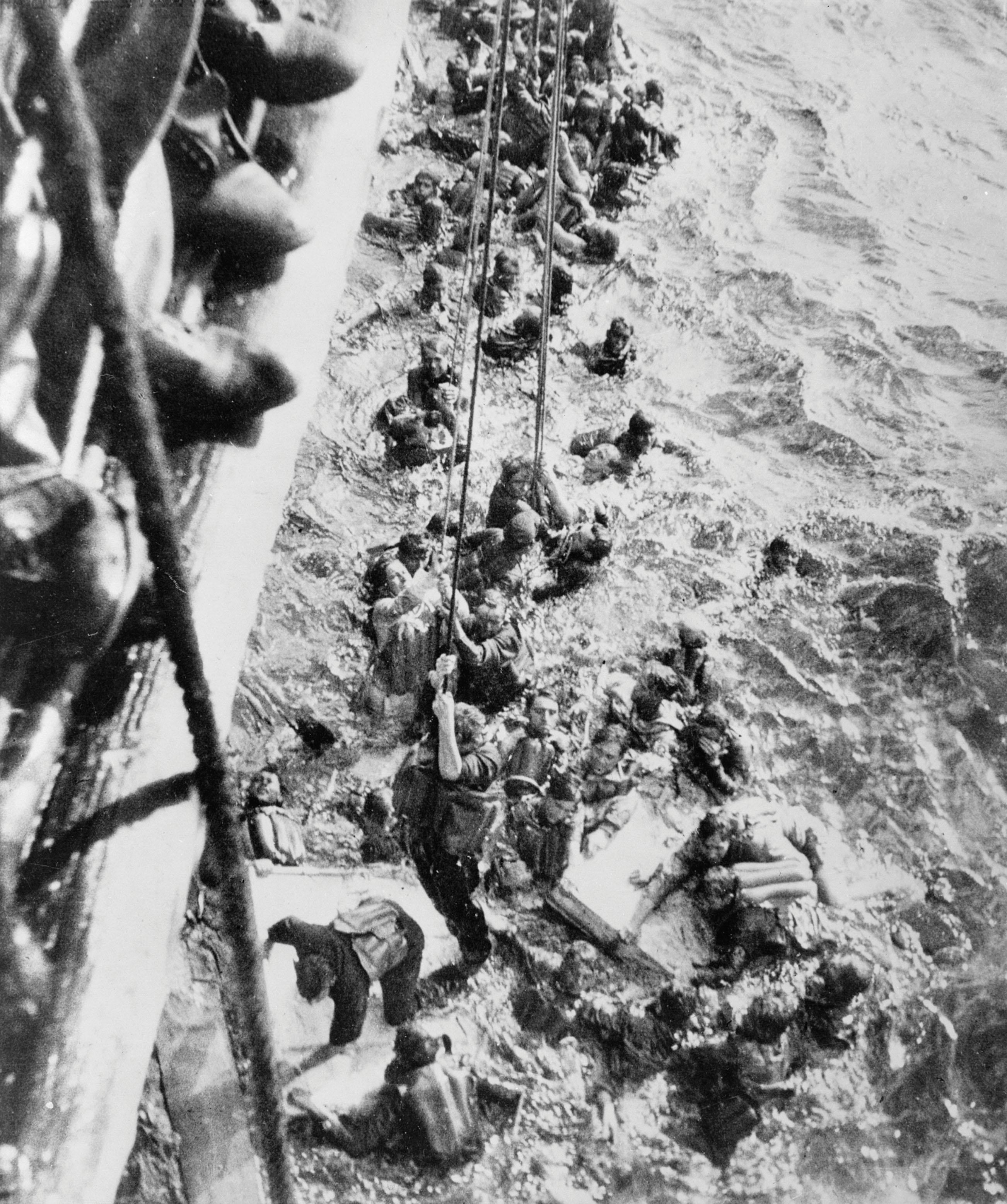
A Dorsetshire a Bismarck túlélőit menti

Május 27-én reggel az üldöző brit kötelék megközelítette a Bismarckot és harcba bocsátkozott vele. A kötelékhez a King George V és a Rodney csatahajók valamint a Norfolk és Dorsetshire nehézcirkálók tartoztak. Még mielőtt a kellő üzemanyagkészlettel rendelkező, bár súlyosan megrongált U 74 a Bismarckot elérhette volna a hajónapló átvétele céljából, a brit csatahajók tüzet nyitottak rá.
A 90 perces ütközet során a négy brit hadihajó rommá lőtte a Bismarck felépítményeit. A Bismarck nehéztüzérsége egy órányi harc után felhagyott a tüzeléssel a lövegtornyok kilövése vagy használhatatlanná válása miatt, hasonlóan a közepes tüzérsége is, ami 10-20 perccel később szüntette be a tüzelést. A brit csatahajók több mint 700 nehézgránátot lőttek ki a Bismarckra, egy részüket a lövetés végén 3000 méternél is kisebb távolságból. Ezek közül mindössze csak négynek sikerült az övpáncélzaton áthatolnia, de kritikus károkat ezek sem okoztak. A Bismarck tűzvezető központjai már az ütközet elején harcképtelenné váltak, így csak kevés kárt tudott okozni az ellenségnek, közvetlen találatot nem tudott elérni.
A brit csatahajók a fogytában lévő üzemanyagkészletük miatt magára kellett hagyják a még mindig úszóképes Bismarckot. A távozóban lévő Tovey tengernagy utasítására a Dorsetshire-nek kellett volna torpedókkal elsüllyesztenie. Az első két torpedót a nehézcirkáló a Bismarck jobb oldalára lőtte ki 2000 m távolságból, de nem volt ezeknek észlelhető hatása. Ekkor átmanőverezett a csatahajó túloldalára, és 10:36-kor hasonló távolságból a bal oldalára is kilőtt egy 533 mm-es torpedót.
Röviddel ezután a Bismarck lassan a bal oldalára kezdett dőlni, ami miatt ezt a harmadikként kilőtt torpedót tekintik sok helyütt az elsüllyedés kiváltó okának. Azonban a korábban elrendelt és kivitelezett önelsüllyesztés hatásai is ekkortájt mutatkoztak meg, amit a hajó legénysége a robbanótöltetekkel és a fenékszelepek megnyitásával hajtott végre. A túlélők elmondása szerint a hajójuk elsüllyedése ezután meglepően gyorsan ment végbe: az erősen a bal oldalára fordult Bismarck gyorsan átfordult, majd gerincével az égnek hamar elmerült.
A Bismarck elsüllyedése 10:40-kor következett be. A Dorsetshire és a Maori romboló 110 hajótöröttet mentett ki a vízből. A Bismarck fedélzetén tartózkodó 2221 főből  még mintegy 400-500 fő került élve a vízbe, de őket egy tengeralattjáró (vélt) észlelése miatt elrendelt riadó miatt hátrahagyták. Az este folyamán a helyszínre érkező U 74 még három túlélőt vett fel. Hat tengeralattjáró még négy napon át kutatott túlélők után, de csak törmeléket és néhány holttestet találtak. Május 29-én egy meteorológiai megfigyelőhajó, a Sachsenwald (Wetterbeobachtungsschiff 7) még két további túlélőt talált. Ezzel összesen a Bismarcknak 115 túlélője volt.
A Bismarck elfogásának feladatára a britek összesen nyolc csatahajót és csatacirkálót, két repülőgép-hordozót, négy nehézcirkálót, hét könnyűcirkálót, 21 rombolót és hat tengeralattjárót, továbbá számos szárazföldi telepítésű repülőgépet állítottak rá. A Bismarck elsüllyesztését taglaló későbbi zárójelentésében a csatahajóról Tovey tengernagy így emlékezett meg:
"A Bismarck a leghősiesebb módon vette fel a kilátástalan küzdelmet a nyomasztó túlerővel, méltón a Császári Haditengerészet régi napjaihoz és zászlói még mindig lobogtak midőn a hullámok alá merült."

## A hadművelet után
A Bismarcktól való különválása után a Prinz Eugen délnek haladt az Atlanti-óceánon kereskedelmi háború folytatása céljából. Május 26-ra már csak 160 t üzemanyaga maradt, mikor a Spichern tankerrel találkozott és üzemanyagot vett fel tőle. Május 27-én hajtómű meghibásodás jelentkezett nála, ami a következő napok során tovább fokozódott. Május 28-án az Esso Hamburg tankertől vételezett üzemanyagot. Miután azonban az elérhető maximális sebessége 28 csomóra mérséklődött, úgy ítélték meg, hogy meg kell szakítani a portyázást. A sikertelen cirkálóút végén a Prinz Eugen június 1-én ért Brestbe, ahol az év végéig javítás alatt állt. Később a Scharnhorst-osztályú csatahajókkal együtt tért vissza Németországba a Cerberus hadművelet keretében.
A Bismarck elsüllyedése után hazatérő brit hadihajók elkerülték a tengeralattjárók járőrözési területeit, így ekkor sem voltak tőlük veszélyben. A Luftwaffe több bevetést is repült a Home Fleet ellen, de ezek május 28-ig nem jártak sikerrel. Ekkor a KG 77 (77. bombázóezred) elsüllyesztette a Mashona rombolót.
A Rheinübungot követően a brit haditengerészet a portyázó német hadihajók ellátására kiküldött egységek elfogására indított hadműveletet. Elsőként június 3-án a Belchent fogták el az Aurora és a Kenya könnyűcirkálók Grönlandtól délre. Június 4-én a Gedania tankert találta meg a Marsdale az Atlanti-óceán középső területein, tőle 100 mérföldre keletre a Gonzenheim ellátóhajót fogta el az Esperance Bay felfegyverzett kereskedelmi hajó és a Victorious egyik repülőgépe. Ugyanezen a napon az óceán déli részén, Belém és Freetown között félúton, a Rheinübung hadműveleti területének legdélebbi részén az Esso Hamburgot fogta el a London cirkáló, másnap pedig a London a Brilliant romboló társaságában az Egerland tankert süllyesztette el. Egy héttel később, június 12-én a Friederich Breme tankert süllyesztette el a Sheffield cirkáló az óceán középső részén. Június 15-én a Lothringen tankert a Dunedin cirkáló és az Eagle repülőgép-hordozó repülőgépei süllyesztették el. Bő két hét alatt a Rheinübung keretében kiküldött kilenc német ellátó- és tartályhajó közül hét veszett oda, ami nagy hatással bírt a későbbi felszíni hadihajókkal kivitelezett német hadműveletekre.

## Következmények
A Rheinübung egy sikertelen hadművelet volt, és bár a németeknek sikerült elsüllyeszteniük a régi építésű Hood csatacirkálót, a modern Bismarck csatahajó elvesztésével sokkalta nagyobb csapást szenvedtek el, ami egymagában a német csatahajó-állomány negyedét tette ki. A két hetes hadművelet során a német felszíni hajók egyetlen ellenséges kereskedelmi hajót sem észleltek, melyek elpusztítása pedig a fő feladatuk lett volna. A brit konvojoknál nem lépett fel jelentős késedelem, többségük az eredeti ütemezés szerint folytatta az útját, és Nagy-Britanniában sem jelentkeztek ellátási gondok. Másrészről a németek atlanti tengeralattjáró-hadműveleteiben megmutatkozott az átirányítások hatása. Május utolsó két hetében a tengeralattjárók mindössze két hajót süllyesztettek el, míg a hónap első felében 29-et. A Bismarck elvesztésének hatására Hitler megtiltotta újabb atlanti portyák indítását reguláris felszíni hadihajókkal, és a Tirpitzet ezt követően Norvégiába helyezték át, hogy a Szovjetunióba tartó konvojokat zavarja. A Kriegsmarine – a radarok elterjedése és a fokozódó légi felderítés miatt – többet nem volt már képes nagy hadihajókkal fellépni az Atlanti-óceán északi részén az angolszász kereskedelmi hajózás ellen. Erre a célra már csak a tengeralattjárókat alkalmazták.

## A hadműveletekben részt vevő brit hadihajók
A Bismarck utáni hajszában a következő brit hajók vettek részt:
- HMS King George V
- HMS Rodney
- HMS Repulse
- HMS Hood
- HMS Prince of Wales
- HMS Victorious
- HMS Norfolk
- HMS Suffolk
- HMS Galatea
- HMS Aurora
- HMS Kenya
- HMS Neptune
- HMS Arethusa
- HMS Edinburgh
- HMS Manchester
- HMS Birmingham
- HMS Inglefield
- HMS Active
- HMS Antelope
- HMS Achates
- HMS Anthony
- HMS Electra
- HMS Echo
- HMS Somali
- HMS Tartar
- HMS Mashona
- HMS Eskimo
- HMS Punjabi
- HMS Intrepid
- HMS Icarus
- HMS Nestor
- HMS Jupiter

Western Approaches Command
- HMS Hermione
- HMS Lance
- HMS Legion
- HMCS Saguenay
- HMCS Assiniboine
- HMCS Columbia

Plymouth Command
- HMS Cossack
- HMS Sikh
- HMS Zulu
- HMS Maori
- ORP Piorun

Nore Command
- HMS Windsor

Force H
- HMS Renown
- HMS Ark Royal
- HMS Sheffield
- HMS Faulknor
- HMS Foresight
- HMS Forester
- HMS Foxhound
- HMS Fury
- HMS Hesperus

America and West Indies Command
- HMS Ramillies
- HMS Revenge

South Atlantic Command
- HMS Dorsetshire

## Függelék
Az alábbi rész a hadvezetés 1941. április 2-ai dátummal ellátott hadműveleti parancsait tartalmazza. A szöveg a KBismarck.com oldalon található meg angol nyelven. Az eredeti német verzió alapján pár helyen pontosítani lehetne.

„A Seekriegsleitung hadműveleti parancsai a Rheinübunghoz
Berlin, 1941. IV. 2.
A haditengerészet főparancsnoka

és a Seekriegsleitung vezetője

A Sekriegsleitung 1. számú parancsa 410/41 Titkos parancsnoki ügy, Vezetői ügy
CSAK A HAJÓPARANCSNOKOK RÉSZÉRE!

CSAK PARANCSNOKI FUTÁROK RÉVÉN!
TITKOS.

CSAK PARANCSNOKOK RÉSZÉRE
I.)	Másolatot kap:
Nyugati csoportfőnökség
Északi csoportfőnökség
Flottaparancsnokság
A tengeralattjárók főparancsnoka
Tárgy: A jövőben felszíni erőkkel végrehajtandó hadműveletek direktívái.
Közvetlen referenciák nélkül.
I. Az elmúlt télen a háború vezetése alapvetően összhangban volt a Seekriegsleitung 40/41-es télre vonatkozó direktíváival (Seekriegsleitung I. Op. 2270/41 Chefs.) és ez az időszak az első kiterjedt csatahajó-hadművelettel zárult az Atlanti-óceán nyílt vizein.
Fontos taktikai eredmények mellett ez a csatahajó-hadművelet valamint a Hipper cirkáló hadműveletei megmutatták, hogy milyen fontos stratégiai hatással lehetnek az ilyen bevetések. A hadműveleti területeiken túlmenően hatással vannak más hadszínterekre is (Földközi-tenger térsége, Atlanti-óceán déli része).
A tengeri háború célja az kell legyen, hogy fenntartsuk és növeljük ezen hatásokat hasonló hadműveletekkel olyan gyakorisággal, amennyire csak lehet. Ennek eléréséhez a már megszerzett tapasztalatokat fel kell használni és a hadműveleteket ki kell terjeszteni.
Nem veszíthetjük szem elől a tényt, hogy az Angliával folytatott harcunk fő célja a kereskedelmének a tönkretétele. Ezt leghatékonyabban az észak-atlanti térségben érhetjük el, ahol az összes ellátási vonala összefut és ahol, még a kereskedelmének jóval távolabbi tengereken való megakasztása esetén is, a szállítmányok még mindig átjuthatnak közvetlenül Észak-Amerikából. A csatahajóink és cirkálóink alkalmazásának és bevetési területének meghatározásakor figyelembe kell venni ezt a szempontot.
Az Atlanti-óceán északi része feletti ellenőrzés megszerzése a legjobb megoldás e problémára, de ezt nem lehet elérni azokkal az eszközökkel, amiket jelenleg erre a célra szánunk, azzal a kikötéssel, hogy meg kell tartanunk a számbelileg hátrányban lévő erőinket. Mindazonáltal törekednünk kell a tenger feletti ellenőrzés helyi és időleges megszerzésére ebben a térségben és fokozatosan, módszeresen és rendszeresen ki kell ezt terjesztenünk.
Az Atlanti-óceánra tett első csatahajó-hadművelet során az ellenség mindig képes volt egy csatahajót kiállítani a mi két csatahajónkkal szemben, mindkét fő utánpótlási útvonala mentén. Azonban nyilvánvalóvá vált, hogy a konvojai számára fenntartott ilyen védelem a nyitva álló lehetőségeinek határára sodorta és az egyetlen mód, amivel jelentős mértékben erősíthetné a konvojokat kísérő erőit, csak a számára fontos pozíciókban való gyengítéssel (Földközi-tenger, hazai vizek), avagy a konvoj-forgalom ritkábbá tételével lehetséges. (A konvojok amerikai hadihajók általi kísérése vagy az USA aktív közbelépése új döntéseket tenne szükségessé.)
Amit ennek eléréséhez tennünk kell, az egyrészről az ellenség erőinek szétforgácsolása a hadműveleti módszereink és a hadműveleti területeink változtatásával, másrészről pedig összpontosított erőkkel támadást intézni az így keletkezett gyenge pontokra.
Amint a Bismarck-osztály mindkét csatahajója készen áll a bevetésre, képesek leszünk az ellenséges konvojokat kíséretével harcba szállni, és amennyiben ezeket leküzdöttük, magát a konvojt is elpusztíthatjuk. Jelenleg nem követhetjük ezt az utat, de hamarosan lehetőség nyílik rá, közbülső lépésként, a Bismarck csatahajó bevetése révén az ellenség kísérő erőinek a lekötése azzal a céllal, hogy lehetővé váljon más a bevetésben részt vevő egységek számára maga a konvoj elleni küzdelem. Kezdetben a meglepetés előnye a mi oldalunkon lesz, mivel néhány új hajónknak ez lesz az első színre lépése, és az előző csatahajó-hadműveletek tapasztalatai alapján az ellenség azt fogja feltételezni, hogy egy csatahajó elég lesz egy konvoj megvédéséhez.
II. A háború 1941 nyarán való vezetésének meghatározó eleme a Barbarossa hadművelethez való kapcsolódása lesz. Az ehhez kapcsolódó direktívák az 1941. március 6-án kelt Seekriegsleitung I op 262/ 41 Chefs. hadműveleti utasításokban találhatók meg.
A kihangsúlyozott régiók és a csoportparancsnokság területén a feladathoz bevonni tervezett erők és küldetések nagy vonalakban való meghatározása ezen direktívák alapján történik.
Az alábbi direktíva ezért a csatahajóknak és cirkálóknak csak a soron következő Atlanti-óceánra teendő bevetésével foglalkozik.
III. A Bismarck és Gneisenau csatahajók valamint a Prinz Eugen cirkáló észak-atlanti vizeken, április végén való bevetésének direktívái.
1. A legelső szóba jöhető alkalommal, ami remélhetőleg április újholdja folyamán lesz, a Bismarck és a Prinz Eugen a flottaparancsnok vezetésével az Atlanti-óceánon kerülnek bevetésre a kereskedelmi háború keretében.
A jelenlegi javítási munkálatainak végétől függő időpontban a Gneisenau is bevetésre kerül az Atlanti-óceánon.
2. A legutóbbi csatahajó-hadművelet tapasztalatai alapján a Gneisenaunak csatlakoznia kellene a Bismarck csoportjához, de betervezendő egy a Gneisenau részéről a Zöld-foki szigetek és az Azori-szigetek között végrehajtandó diverziós tevékenység még ez előtt.
3. A nehézcirkáló az ideje nagy részében a Bismarckkal működik együtt taktikailag, avagy a Bismarckkal és Gneisenauval egyszerre.
A kisebb hatótávolságú cirkálónak a csatahajók mellett tartásából fakadó hátrányt ellensúlyozni fogja a nagyobb felderítési kapacitás, a könnyű erők és kapcsolattartók ellen bevethető hajó jelenléte valamint a jelentős torpedófegyverzete (12 cső), ami hasznos lehet erősen védett konvojok ellen, illetve az azok védelmét ellátó és fölényben lévő ellenséges erőktől való elszakadás elősegítésében.
A cirkáló kisebb hatótávolsága jelentette nehézségeken a tartályhajók megfelelő elhelyezése révén kell felülemelkedni, időnként üzemanyag vételezésére irányítani, vagy amennyiben nagy szükség van rá, a Bismarckról ellátni üzemanyaggal.
A cirkáló speciális küldetésekkel való megbízása a hadműveleti parancsnokság feladata, vagy amennyiben a tengeren tartózkodik, úgy a flottaparancsnok feladata.
4. Az előző Gneisenau-Scharnhorst harccsoport direktíváival szemben ezen harccsoport feladata lesz a védelemmel ellátott konvojok elleni támadás is. Azonban a Bismarck csatahajó feladata nem egy hasonló erejű ellenség leküzdése lesz egy teljes bevetés mellett vívott harcban, hanem a lekötésük egy halogató akcióval, miközben a saját harcképességét olyannyira megóvja, amennyire csak lehetséges, hogy ezáltal a többi hajó a konvoj kereskedelmi hajói ellen léphessen fel.
A hadművelet fő célkitűzése is az ellenséges kereskedelmi hajózás pusztítása; az ellenséges hadihajókkal csak akkor szabad szembeszállni, ha a fő célkitűzés ezt szükségessé teszi és ezt végre lehet hajtani nagyobb kockázatok nélkül.
5.  Hadműveleti területként az egész Észak-Atlanti-óceán van kijelölve az Egyenlítőtől északra, leszámítva a semleges államok felségvizeit (a 3 tengeri mérföldes határokkal).
Minden valószínűség szerint az Amerikai Semlegességi Zónát nem kell figyelembe venni a hadművelet során. Az Egyesült Államok erői által való követés veszélye miatt azonban nem ajánlatos ellátóhajókat és tartályhajókat állomásoztatni az Egyesült Államok szférájában található Semlegességi Zónában.
6.  A korábbi tapasztalatok azt mutatják, hogy a várakozásainkkal szemben nem rendelkezünk elég tudással a konvojok útvonaláról és ütemtervéről ahhoz, hogy meg tudjuk határozni a hatalmas területen az időpontot és a helyszínt, ahol a konvojokat el lehet fogni. Az egyik nagy nehézséget az Atlanti-óceán időjárási körülményei jelentik, amik gyakran korlátozzák a látótávolságot és megakadályozzák a fedélzeti repülőgépek felderítéshez való használatát.
A hadművelet hatékonyságát emiatt a felderítés minden elképzelhető eszközével növelni kell. Ehhez a következők kerülhetnek szóba:
a) Tengeralattjárók:
A legutóbbi csatahajó-hadművelet megmutatta, hogy azonos bevetési területen a felszíni hadihajók és a tengeralattjárók közötti együttműködés mindkettőjük számára előnyös lehet. Emiatt kell legyenek a felszíni hadihajók és a tengeralattjárók közötti közvetlen kommunikációt lehetővé eszközök, és lesznek is. A tengeralattjárósok rövid jelzéseket tartalmazó kódkönyveinek mérete megnövelendő és a másolatait megkapják a hajók.
Általánosan nem ajánlatos a csatahajókat vonalban felfejlődve cirkáltatni együtt olyan tengeralattjárókkal, melyek feladata a felszíni hadihajók számára való felderítés, mivel az ilyen felállás jóval nehezebbé tenné számukra a válaszadást. Jobb megoldás lenne a tengeralattjárókat a kijelölt hadműveleti területen a felderítéshez vonalba rendezni és megbízni őket a célpontok csatahajóknak való jelentésével és ezt követően a célpont szemmel tartásával vagy az ellene való támadás indításával megbízni.
Ennek megfelelően a flottaparancsnok – a követési jelentések alapján avagy közvetlen parancs útján – képes lesz utasításokat adni a tengeralattjáróknak bármely észlelt konvoj kapcsán.
Az együttműködés további tesztjeként a következő parancsok lesznek – amennyiben a hadművelet előkészítésével kapcsolatos megbeszélések nem eredményeznek még ígéretesebb lehetőségeket – érvényben a tervezett hadművelet során:
1. Legalább két tengeralattjáró lesz felállítva a Déli Tengeralattjáró Hadműveleti Területen (Freetown térsége) a hadművelet egész ideje alatt és ezek a tengeralattjárók főparancsnokának parancsnoksága alatt állnak. Amennyiben lehetőség adódik a közvetlen együttműködésre a flotta erőivel, akkor a flottaparancsnoknak jogában áll hadműveleti parancsokat kiadni a tengeralattjárók számára.
2. A halifaxi konvojútvonalon az északi csoport két vagy több egysége lesz kiküldve kellő távolságra nyugatra a felderítéssel avagy támadással való támogatás érdekében a flottaparancsnok nyugati hosszúság 30° és 45° közötti hadművelete esetén. A parancsnokság és az ellenőrzés a fenti 1. paragrafus alapján.
3. Ezen tengeralattjárók ellátása üzemanyaggal, ellátmánnyal és lőszerrel további ellátó- és kísérőhajók felszerelésével oldandó meg. Az ellátmányok elhelyezése a tengeralattjárók főparancsnokának, maguk a tengeralattjárók avagy a flottaparancsnok rendelkezése szerint történik.

b) Felderítőhajók:
A tengeralattjárók kiküldése mellett álcázott hajókéra is sor kerülhet, hogy a felszíni hajók számára felderítést végezzenek.
Ennek a kiküldetésnek taktikai kapcsolatban kell lennie a harccsoporttal, vagy távoli felderítési területek lesznek külön kijelölve számukra. Az első esetben a hajóknak, lehetőleg olajtüzelésűeknek, megfelelő hatótávolsággal és legalább 12 csomós cirkálósebességgel kell rendelkezniük. Olyan hajók, amelyek nem rendelkeznek ezekkel a képességekkel, azok nem alkalmasak a taktikai együttműködés szempontjából a flotta számára, de használhatók az utóbb meghatározott kiküldetések végrehajtására.
Törekvés van két megfelelő hajónak az elsőként megjelölt kiküldetés szerinti alkalmazására. A hadművelet során elfogott kereskedelmi hajókat is fel lehet használni erre a célra.
Ezen felül a nyugati főparancsnokság feladatul fogja kapni az elfogott bálnavadászhajók megvizsgálását és amennyiben kielégítő lesz az eredmény, úgy egyiküket rendelkezésre bocsátja az elsőként leírt kiküldetés számára, a Schiff 13-at és a Schiff 24-et pedig az utóbb leírt kiküldetés számára.
Az újonnan felmerült szállítási igények miatt erősen szűkössé vált a rendelkezésre álló hajótér, ami aligha teszi lehetővé más, speciális hajók felkészítését erre a célra, de a kérdést megvizsgálja még az Oberkommando der Marine (haditengerészet főparancsnoksága), mint ahogy a Schiff 23 és a Togo kiküldetését is felderítési célzattal.
c) Repülőgép-anyahajók:
Az ilyen típusú hajók (katapult, két-három BV 138, Landematte) bevetésének a kérdését az Oberkommando der Kriegsmarine vizsgálja. A meglévő Friesenland és Schwabenland katapulthajók nem alkalmasak a feladatra.
d) Ellátóhajók:
A legutóbbi hadművelet során az ellátóhajók kiküldése a felszíni flottával való taktikai együttműködés érdekében rendkívül hasznosnak bizonyult. Azonban ezeket a hajókat csak akkor szabad bevetni, ha minden más lehetőség kimerül, mivel az elvesztésük kritikus következményekkel járhat, nemcsak ezen hadművelet vonatkozásában, hanem az ezt követőekében is. Ráadásul értékes rakomány (lőszer) is kockáztatva van. Ezzel a figyelemfelhívással a kiküldetésük a flottaparancsnokon múlik.
Ugyanez vonatkozik a flotta tartályhajóira is.
7.  Az Ermland elérhető mint ellátóhajó, a Heide, a Weissenburg, a Brehme, az Esso, az Ill, a Spichern és a Lothringen mint a flotta tartályhajói.
Ügyelni kell arra, hogy a készenlétre előírt időpontokat ne zavarják meg a módosítások vagy a felszerelések telepítése. Amennyiben szükséges, az ilyen munkálatokon áteső és az ütemtervet tartani nem képes hajókat tartalék tartályhajókként kell alkalmazni.
A Thorn és az Egerland, mely hajókat más feladatokra készítettek elő, nem lesznek elérhetők azonnal.
Az Uckermark valószínűleg nem lesz rendelkezésre bocsátható, mivel a Lützow cirkálóval van küldetésen; más ellátóhajók (Dithmarschen, Kärnten, Passat) valószínűleg nem lesznek bevethetők későbbi időpontokig (7. 1., 9. 1., 10. 1.).
8. A csoportparancsnokságok hadműveleti irányítással bírnak a saját zónájukban. A flottaparancsnok a tengeren bír parancsnoki jogkörrel, a mellé rendelt tengeralattjárók az ő taktikai utasításai alatt lesznek a közös hadműveletek erejéig (a tengeralattjárók főparancsnoka egy tengeralattjárós tisztet küld a flottaparancsnok törzséhez a hadművelet idejére).
9. A csoportok amint lehetőség adódik rá kapcsolatba lépnek a flottaparancsnoksággal és a tengeralattjárók főparancsnokával a hadművelet végrehajtásával kapcsolatban és jelentést tesznek az ilyen kapcsolatok eredményéről a Seekriegsleitungnak legalább tizennégy nappal a hadművelet kezdete előtt.
IV. Ahogy már az I. pont alatt is említésre került, a cél az ellenség új szituációk elé állítása, amit a bevetési területek messze nyúló változtatásai idéznek elő.
A háború folytatásának jelenlegi módjának további megerősítéséig megfontolandó a rá következő hadműveletet az Atlanti-óceán déli részéig kiterjeszteni.
Ha a Pánamerikai Semlegességi Zóna tekintetbe vételére már nincs szükség, akkor az Észak- és Közép-Amerikát Freetownnal és Közép-Afrikával összekötő utak csomópontja (fontos katonai útvonal) és a La Plata útvonal továbbá a Fokváros-Freetown útvonal ígéretes hadműveleti lehetőségeket kínálnak.
Az ilyen nagy távolságokban végrehajtandó hadműveletek előfeltétele a lehető legnagyobb számú segédhajó bevetése. A Seekriegsleitung ennek megfelelő intézkedéseket fog kezdeményezni.
A hadműveleti terület ilyen módon való kiterjesztése szükségesnek bizonyulhat, mivel a soron következő és a korábbi hadműveletek következményeként az észak-atlanti útvonalakat, melyeket eddig támadás alá vettünk, jóval erősebben fogja védeni az ellenség.
Amíg a Tirpitz bevethetővé nem válik, addig az észak-atlanti fő ellátási útvonalon közlekedő erősen védett konvojok elleni támadások nem kínálnak jó kilátást a sikerre.
A hadműveletek déli irányú kiterjesztésének idejét jelenleg nyitva kell tartanunk. A szándék kinyilvánításának oka, hogy lehetővé teszi a Nyugati Csoportparancsnokság és a flotta számára az új hadműveleti területtel kapcsolatban szerzett tapasztalataik kiértékelését.
RAEDER
A Kriegsmarine főparancsnoka
SCHNIEWIND
A Seekriegsleitung törzsfőnöke
FRICKE
A Seekriegsleitung hadműveleti részlegének főnöke”

## Fordítás
- Ez a szócikk részben vagy egészben  az   Operation Rheinübung című angol Wikipédia-szócikk ezen változatának fordításán alapul.  Az eredeti cikk szerkesztőit annak laptörténete sorolja fel. Ez a jelzés csupán a megfogalmazás eredetét és a szerzői jogokat jelzi, nem szolgál a cikkben szereplő információk forrásmegjelöléseként.
- Ez a szócikk részben vagy egészben  az   Unternehmen Rheinübung című német Wikipédia-szócikk ezen változatának fordításán alapul.  Az eredeti cikk szerkesztőit annak laptörténete sorolja fel. Ez a jelzés csupán a megfogalmazás eredetét és a szerzői jogokat jelzi, nem szolgál a cikkben szereplő információk forrásmegjelöléseként.

## Kapcsolódó olvasmányok
- Robert D. Ballard: The Discovery of the Bismarck (1990). ISBN 0-670-83587-0.
- Clay Blair: Hitler’s U-Boat War, Vol. I  (1996). ISBN 0-304-35260-8.
- Walter Boyne, Clash of Titans: World War II at Sea (New York: Simon & Schuster 1995).
- Fritz Otto Busch :The Story of Prinz Eugen (1958). ISBN (nincs).
- Sir Winston Churchill: The Second World War.
- Ludovic Kennedy: Pursuit – the Sinking of the Bismarck (1974).
- Stephen Roskill: The War at Sea 1939-1945 Vol I (1954) ISBN (nincs).

## Linkek
- Részletes beszámoló Rheinübung hadműveletről a kbismarck.com oldalon (angol)
- Részletes ismertető a Hood pusztulásáról Archiválva 2016. november 6-i dátummal a Wayback Machine-ben  a Navweaps.com oldalon (angol)
- Részletes leírás a hmshood.com oldalon (angol)